# الغردقة
الغردقة هي العاصمة الإدارية لمحافظة البحر الأحمر، وتشغل مساحة 40 كم من الشريط الساحلي للشاطئ الغربي للبحر الأحمر. يحدها شمالاً مدينة رأس غارب وجنوباً مدينة سفاجا وشرقاً ساحل البحر الأحمر وغرباً جبال البحر الأحمر.:253:254 وتقع بها جزر الجفتون وأم قمر ومجاويش وأبو رمادة وأبو منقار والفنادير وشدوان، ومن أشهر منتجعاتها الجونة وسهل حشيش وسوما باي ومكادي باي، وتتمثل أحيائها الرئيسية في حي الدهار وحي السقالة وحي الأحياء.

## التسمية

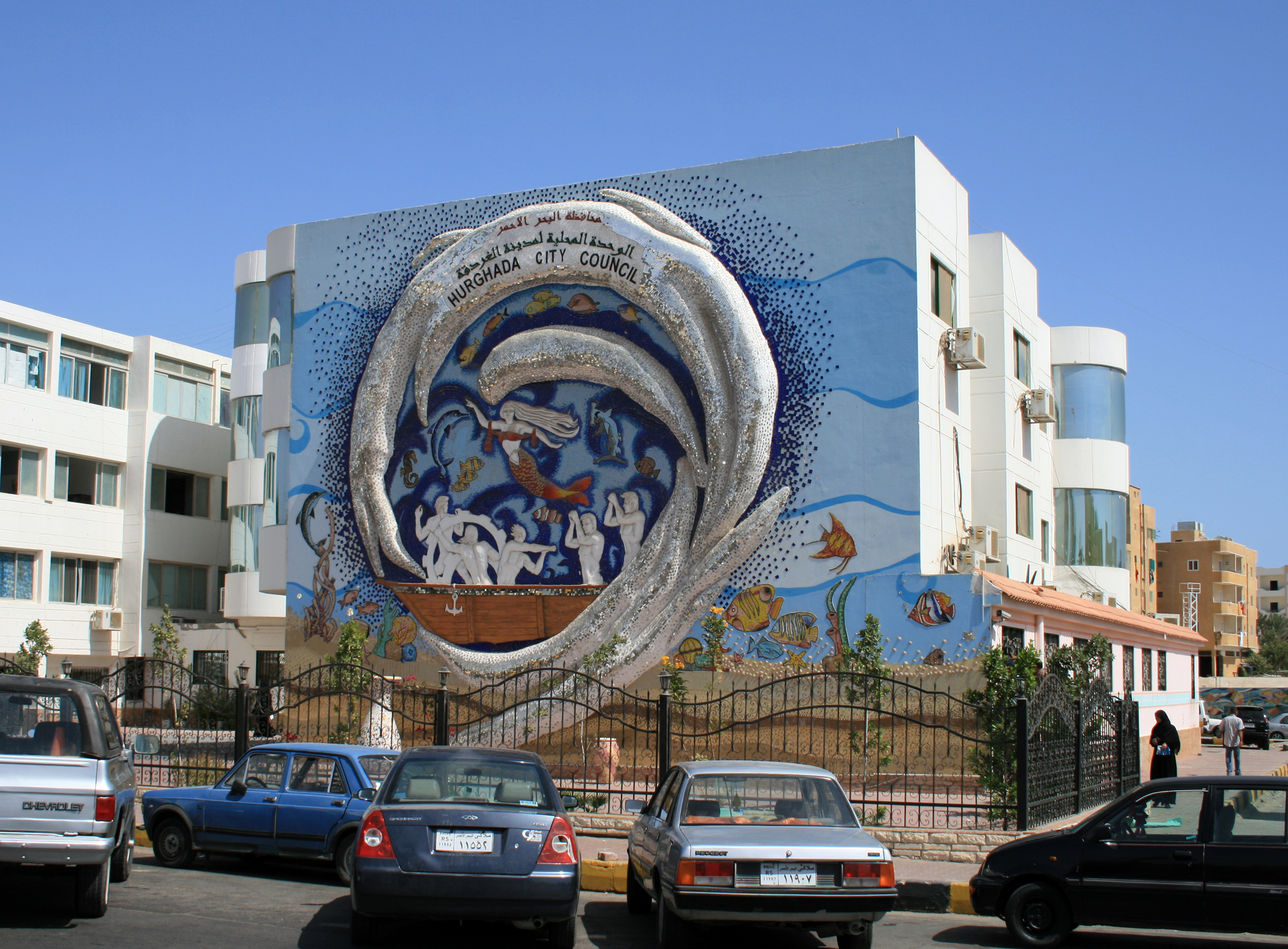
الوحدة المحلية لمدينة الغردقة.

اسم المدينة الأصلي «هرغادة» نسبة إلى منطقة صحراوية تعرف باسم «ديشة هرغادة».:ق2-ج4-ص271 وهناك رأي آخر يقول بأن الاسم يعود إلى نبات يسمى «الغردق» وهو ما يعرف باسم «عنب الديب» أو «فيروز الشطآن» وهو نبات ينمو طبيعياً منذ القدم. وكان الصيادين من قبائل جهينة والرشايدة والمعازة يصطادون في المنطقة ما بين الحجاز وساحل البحر الأحمر، ويتقابلون عند شجرة كبيرة لنبات «الغردق» ومكانها الحالي ميناء الغردقة البحري، ثم تطور الاسم إلى الغردقة.

## التاريخ
نشأت مدينة الغردقة عام 1905، لم تضم المدينة قديمًا إلا مجموعة من المنازل البدائية التي يسكنها البدو، والذين تمركزوا بصفة أساسية في منطقة السقالة للعمل بصيد الأسماك واللؤلؤ، مما أكسب المدينة طابع بدوي مستمر معها حتى الآن. وفي عهد الملك فاروق تم تشييد استراحة استجمامية تحولت بعد التأميم في عهد الرئيس جمال عبد الناصر إلى مبنى نادي القوات المسلحة للرياضات المائية والذي يعد مزاراً سياحياً حتى الآن. واكتشف البترول في تلك المنطقة عام 1913 وبدأ الإنتاج الفعلي له وتصديره عام 1921، وكانت «شركة آبار الزيوت الإنجليزية المصرية المحدودة» من أوائل الشركات التي بدأت في إنتاج النفط بهذه المنطقة. وفي مطلع 1970 أغارت القوات الإسرائيلية على جزيرة شدوان وتصدت لها القوات المسلحة المصرية بمساعدة أهالي الغردقة، فيما يعرف بمعركة شدوان وهو التاريخ الذي تحتفل فيه محافظة البحر الأحمر بعيدها القومي.

## الجغرافيا والسكان

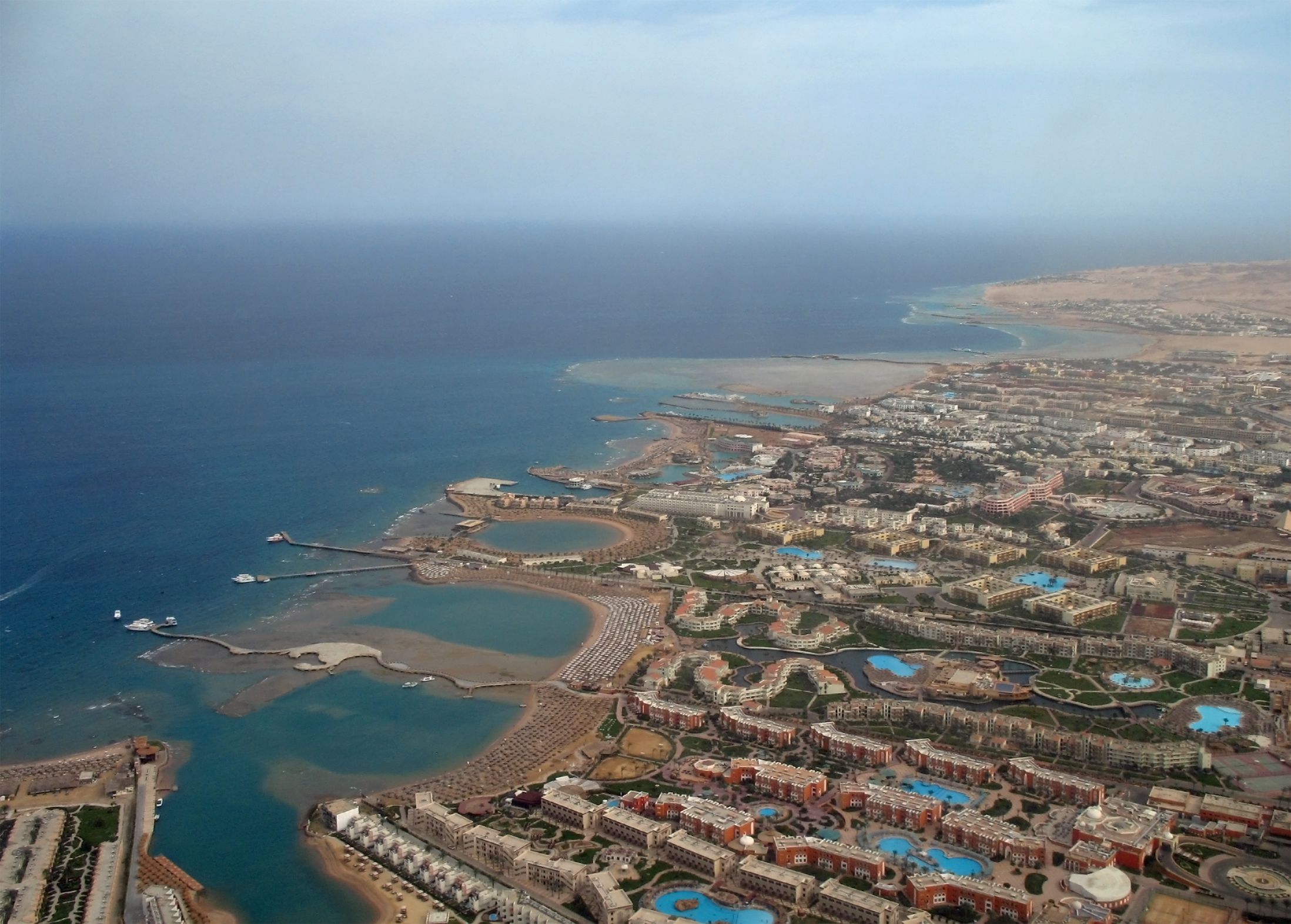
ساحل الغردقة.

تقع مدينة الغردقة على الشاطئ الغربي للبحر الأحمر على خط طول 48' 33° شرقاً وخط عرض 15' 27° شمالاً، وتتبع إدارياً محافظة البحر الأحمر، وهي عاصمة المحافظة. ويحدها شمالاً مدينة رأس غارب بمسافة 143 كم، وجنوباً مدينة سفاجا بمسافة 61 كم، وتطل على ساحل البحر الأحمر من جهة الشرق، وغرباً على جبال البحر الأحمر، وتغطي شواطئها مساحة 40 كم من الشريط الساحلي للبحر الأحمر، وتبلغ مساحتها الكلية 460.5 كم وتعد المدينة الرابعة في الترتيب من حيث المساحة بين مدن محافظة البحر الأحمر بعد مدن رأس غارب وسفاجا والقصير. وتمتد الكتلة العمرانية للمدينة على الطريق الساحلي الموازي لساحل البحر الأحمر في مسافة تقدر بـ 23 كم، بينما لا يزيد امتدادها للداخل عن 3.6 كم. تمتد مدينة الغردقة القديمة (الدهار) في شريط طولي، ينحصر بين هضبتين جيريتين، إحداهما في الشرق بين المدينة القديمة والساحل، والأخرى في الغرب. لذلك تقع مدينة الغردقة في سهل ساحلي يتباين اتساعه من منطقة لأخرى، ويتراوح عرضه ما بين 8 إلى 35 كم. ويظهر بذلك تعدد أنماط النسيج العمراني للمدينة، فيتركز النسيج التلقائي والشبكي في نواة المدينة حيث عشوائية العمران، والذي يتسم بالمباني الرديئة والمتوسطة المتلاحم معظمها، علاوة على ضيق وتعرج الطرق والشوارع التي يتراوح عرضها ما بين 3 إلى 6 أمتار تقريباً. أما النسيج الشبكي والشريطي المنظم فيسود في الامتدادات العمرانية المستحدثة.:234

### التقسيم الإداري

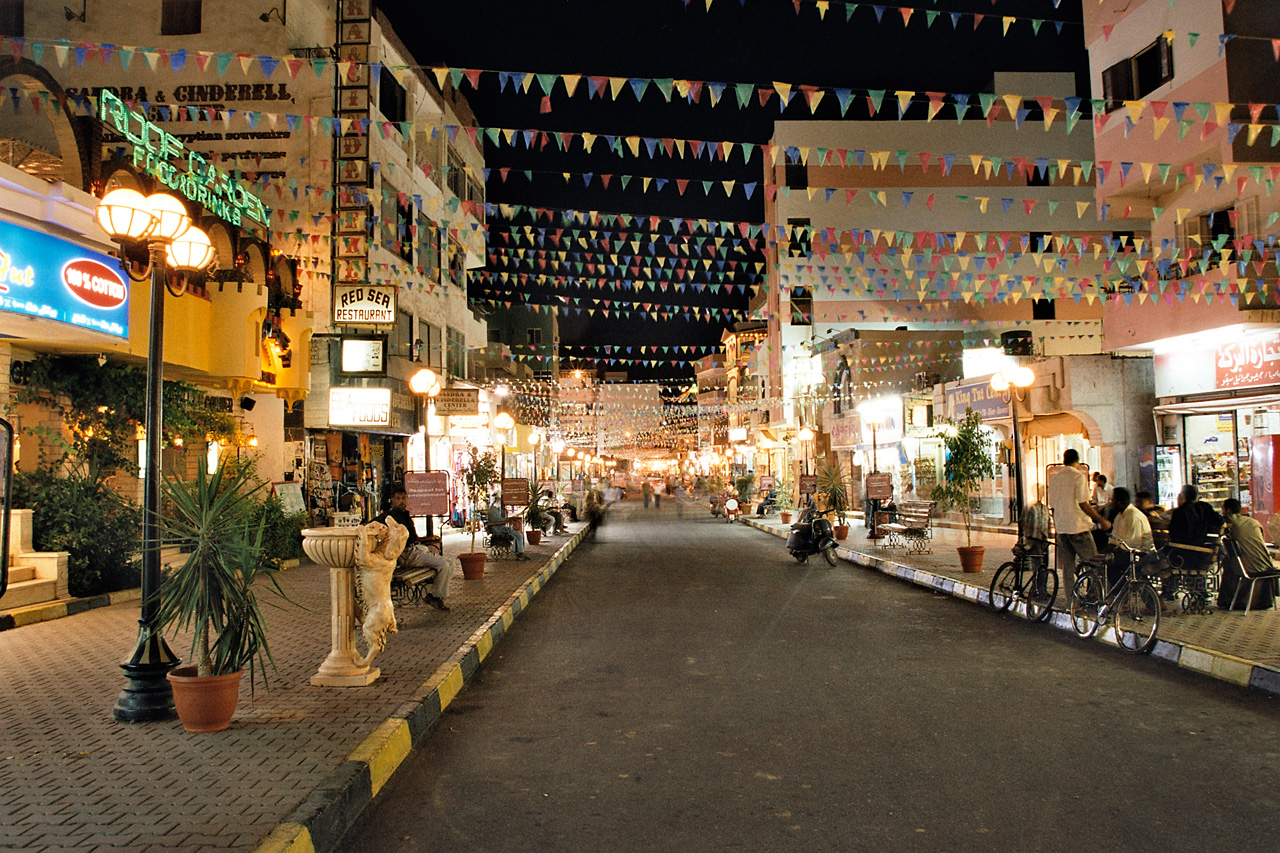
حي الدهار.

- حي الدهار: يعتبر المنطقة الشعبية بالمدينة ومركزها القديم، حيث يبرز الحياة المصرية التقليدية الممزوجة بالطابع البدوي، كما أنه يحتوي على الأسواق الشعبية والمحلات التجارية وسوق السمك، والطرق السياحية مثل طريق الممشى وطريق الهضبة وطريق المطار وطريق الشيراتون.[5][10]
- حي السقالة: يزين هذا الحي مكان الميناء القديم، ويمثل الرقعة السياحية بالمدينة، حيث يقع به العديد من الفنادق والمحلات ومراكز التسوق والنوادي والمطاعم والتي تظل مفتوحة للجماهير والسياح إلى بعد منتصف الليل.[5]
- حي الأحياء: هو حي جديد من المتوقع له أن يكون من أهم الأحياء السياحية في المستقبل، لاحتوائه على أكثر من منتجع سياحي تحت التأسيس.[5]
- الجزر: تضم المدينة العديد من الجزر العامرة المنتجعات السياحية أو التي تستخدم كمواقع للغطس مثل الجونة، سهل حشيش، مجاويش، أبو منقارة، أبو رمادة، الجفتون، شدوان.[5]
- العشوائيات: يعيش نحو 30% من سكان المدينة في مناطق عشوائية تحاول الدولة تطويرها وهي: زرزارة، جبل العفش، الملاحة، العنبر، نجع البورة، المحجر، الشيخ محمود، الصيادين، العرب، خلف الأوتوبيس والكهف.[11]

### المناخ
تتمتع الغردقة بدرجة حرارة معتدلة طوال العام، فمناخها الصحراوي الجاف يؤدي إلى اختلافات كبيرة في درجات الحرارة بين النهار والليل، حيث يكون الجو حار نهاراً وبارد ليلاً خاصة خلال أشهر الشتاء، وتصل أقصى درجات البرودة إلى 18 درجة مئوية وتبلغ ذروتها عند 42 درجة مئوية.
| البيانات المناخية لـلغردقة | البيانات المناخية لـلغردقة | البيانات المناخية لـلغردقة | البيانات المناخية لـلغردقة | البيانات المناخية لـلغردقة | البيانات المناخية لـلغردقة | البيانات المناخية لـلغردقة | البيانات المناخية لـلغردقة | البيانات المناخية لـلغردقة | البيانات المناخية لـلغردقة | البيانات المناخية لـلغردقة | البيانات المناخية لـلغردقة | البيانات المناخية لـلغردقة | البيانات المناخية لـلغردقة |
| الشهر | يناير                      | فبراير                     | مارس                       | أبريل                      | مايو                       | يونيو                      | يوليو                      | أغسطس                      | سبتمبر                     | أكتوبر                     | نوفمبر                     | ديسمبر                     | المعدل السنوي              |
| --- | -------------------------- | -------------------------- | -------------------------- | -------------------------- | -------------------------- | -------------------------- | -------------------------- | -------------------------- | -------------------------- | -------------------------- | -------------------------- | -------------------------- | -------------------------- |
| الدرجة القصوى °م (°ف) | 30 (86)                    | 32 (90)                    | 35 (95)                    | 40 (104)                   | 43 (109)                   | 46 (115)                   | 44 (111)                   | 42 (108)                   | 43 (109)                   | 43 (109)                   | 35 (95)                    | 32 (90)                    | 46 (115)                   |
| متوسط درجة الحرارة الكبرى °م (°ف) | 21.5 (70.7)                | 22.6 (72.7)                | 25.2 (77.4)                | 29.1 (84.4)                | 32.9 (91.2)                | 35.3 (95.5)                | 36.2 (97.2)                | 36.1 (97.0)                | 34.3 (93.7)                | 31.1 (88.0)                | 26.8 (80.2)                | 22.7 (72.9)                | 27.9 (82.2)                |
| المتوسط اليومي °م (°ف) | 15.7 (60.3)                | 16.8 (62.2)                | 19.3 (66.7)                | 22.8 (73.0)                | 26.1 (79.0)                | 28.9 (84.0)                | 29.7 (85.5)                | 29.9 (85.8)                | 28 (82)                    | 25.2 (77.4)                | 21 (70)                    | 17.1 (62.8)                | 23.38 (74.08)              |
| متوسط درجة الحرارة الصغرى °م (°ف) | 11 (52)                    | 11.4 (52.5)                | 14 (57)                    | 17.8 (64.0)                | 21.9 (71.4)                | 24.8 (76.6)                | 26.4 (79.5)                | 26.2 (79.2)                | 24.2 (75.6)                | 20.9 (69.6)                | 16.6 (61.9)                | 12.5 (54.5)                | 18.74 (65.73)              |
| أدنى درجة حرارة °م (°ف) | 1 (34)                     | 0 (32)                     | 1 (34)                     | 11 (52)                    | 10 (50)                    | 17 (63)                    | 20 (68)                    | 16 (61)                    | 14 (57)                    | 11 (52)                    | 6 (43)                     | 3 (37)                     | 0 (32)                     |
| الهطول مم (إنش) | 0.4 (0.02)                 | 0.02 (0.00)                | 0.3 (0.01)                 | 1 (0.0)                    | 0.04 (0.00)                | 0 (0)                      | 0 (0)                      | 0 (0)                      | 0 (0)                      | 0.6 (0.02)                 | 2 (0.1)                    | 0.9 (0.04)                 | 5.26 (0.19)                |
| متوسط الأيام الممطرة (≥ 0.01 mm) | 0.3                        | 0.2                        | 0.3                        | 0.3                        | 0.2                        | 0                          | 0                          | 0                          | 0                          | 0.2                        | 0.2                        | 0.3                        | 2                          |
| متوسط الرطوبة النسبية (%) | 48                         | 46                         | 46                         | 43                         | 42                         | 41                         | 45                         | 46                         | 48                         | 53                         | 51                         | 51                         | 46.67                      |
| ساعات سطوع الشمس الشهرية | 279                        | 290                        | 310                        | 300                        | 341                        | 360                        | 403                        | 372                        | 330                        | 310                        | 270                        | 279                        | 3٬844                      |
| المصدر #1: المنظمة العالمية للأرصاد الجوية (1971-2000), Climate Charts for mean, year temperatures and humidity, Weather2Travel for sunshine |                            |                            |                            |                            |                            |                            |                            |                            |                            |                            |                            |                            |                            |
| المصدر #2: Voodoo Skies and Bing Weather for record temperatures                                                                             |                            |                            |                            |                            |                            |                            |                            |                            |                            |                            |                            |                            |                            |

### السكان
تضاعف عدد سكان الغردقة بسبب الاستثمارات من 20 ألف إلى 90 ألف نسمة، ويزيد على ذلك حوالي 40 ألف شخص من العاملين القادمين من خارج المدينة للعمل بمجال السياحة. ويعود أصل سكان المدينة إلى قبائل جهينة والرشايدة والمعازة، ويتحدث معظمهم اللهجة الخليطة بين اللهجة البدوية واللهجة المصرية. ويقطن غالبية السكان مركز الغردقة القديم بحي الدهار.

## المعالم الطبيعية والسياحية
تغطي مدينة الغردقة مساحة 40 كم من الشريط الساحلي للبحر الأحمر وتمتاز بشمسها الساطعة على مدار العام وشعابها المرجانية الرائعة، بالإضافة إلى عشرات من مواقع الجذب الممتعة التي يتجه إليها السائحين للاسترخاء والراحة لما تتمتع به المدينة من عوامل جذب منها درجة الحرارة المعتدلة طوال العام، ومناخها الصحراوي الجاف واشتمالها على أدوات المرح الشاطئية والرياضات المائية الممتعة والنوادي وملاعب الجولف. كما تزخر بالعديد من الجزر والمواقع البحرية التي تعتبر قبلة لهواة الغطس والرياضات المائية ومنها شعاب بليندا وشعاب أبو قطرة وشعاب أبو نحاس وشعاب أم العش وشعاب أم قمر وشعاب العروف وشعاب طويلة وأبو نقاد وسيول.

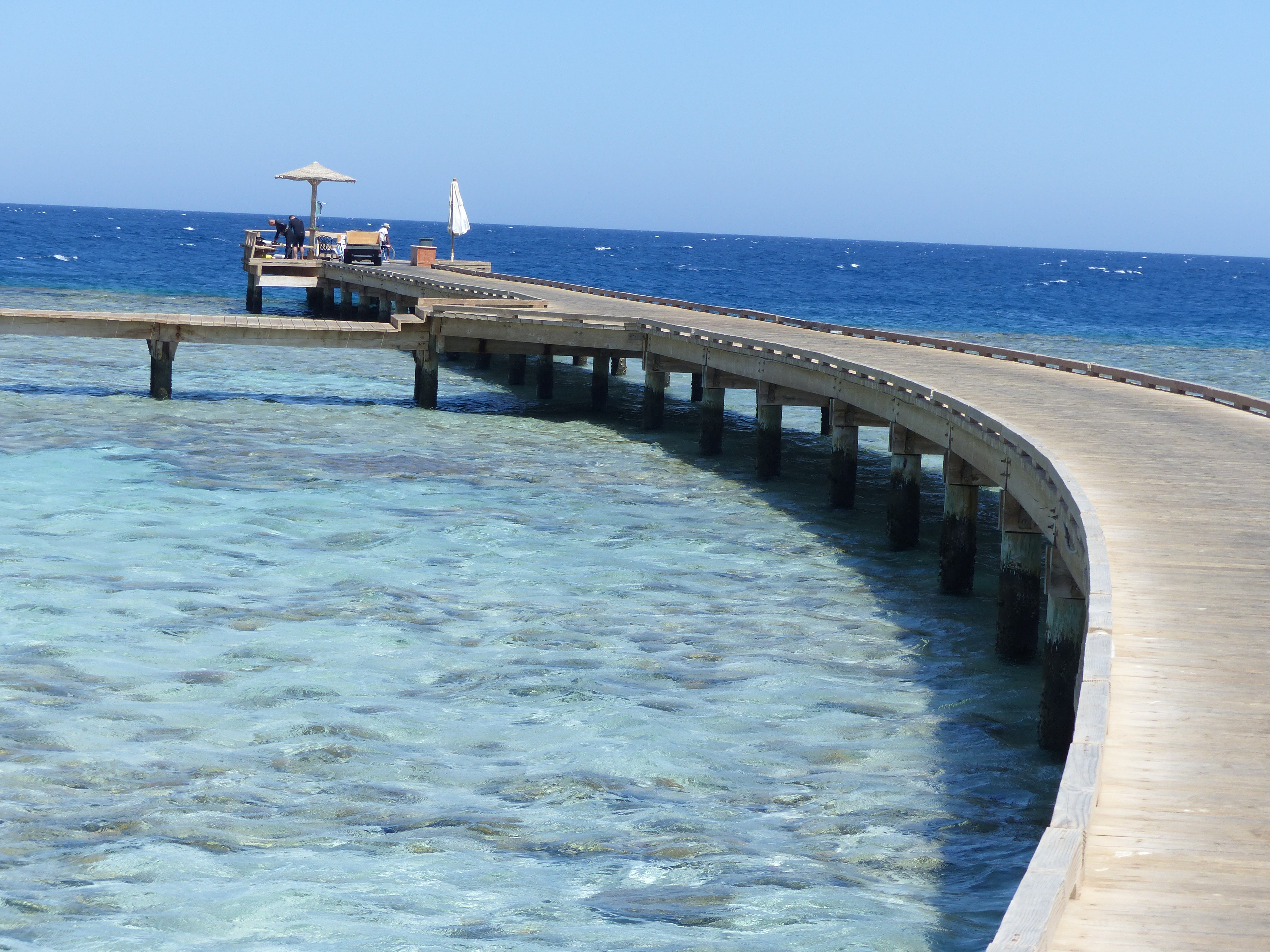
خليج سوما.

### سوما باي
انضم منتجع سوما باي أو خليج أبو سوما إلى حيز مدينة الغردقة في أبريل 2015. وهو عبارة عن مجتمع سياحي يقع على بعد 60 كم من الطرف الشمالي لمدينة الغردقة، يمتد المنتجع على مساحة 13 مليون متر ليكوِّن خليجاً بديع القسمات مغلف بجمال الطبيعة العذراء. يتمتع المنتجع بالاكتفاء الذاتي وبتخطيط عمراني ومعماري ونوعية خدمات تندمج مع ماهية المكان المحيط به بلمسة أوروبية في شكل فنادق وفيلات وأماكن للرياضة والاستشفاء والترويح يمتلكها رجال أعمال مصريين وعرب. ويضم المنتجع ثلاثة مواقع رئيسية هي «شيراتون» و«لاريزيدانس دي كاسادس» و«نادي روبينسون» بالإضافة إلى نادي لممارسة رياضة الجولف.

### مكادي باي

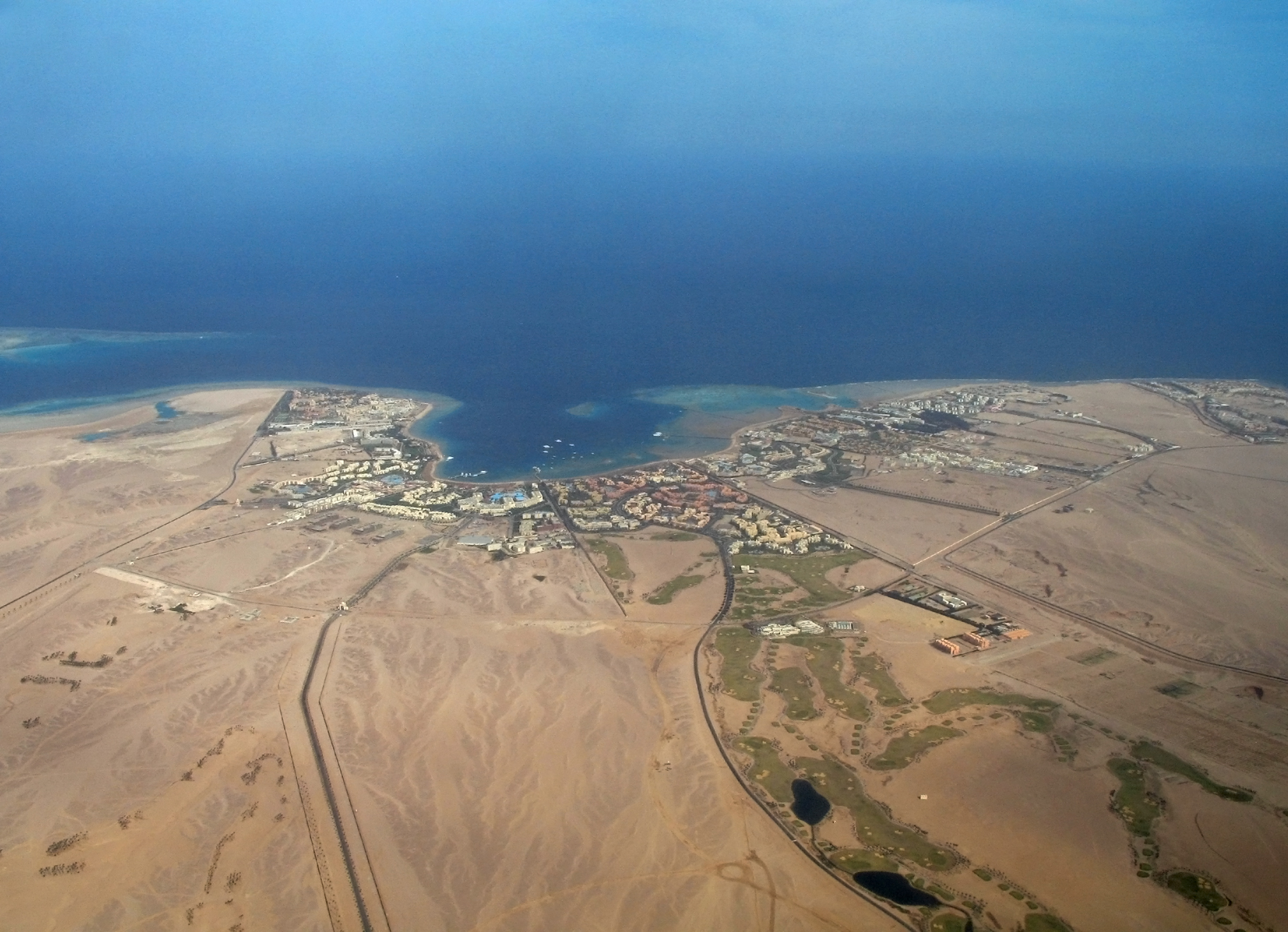
خليج مكادي.

انضم منتجع مكادي باي أو خليج مكادي إلى حيز مدينة الغردقة في أبريل 2015. ويقع على بعد 35 كم جنوب وسط مدينة الغردقة. يتمتع المنتجع بشمس ساطعة على مدار العام وشواطئ ممتدة من مياه البحر الصافية والرمال البيضاء الطبيعية، وهو أحد منتجعات الغردقة المثالية لقضاء العطلات وخوض الرحلات البحرية حيث تتراوح درجات الحرارة في المنتجع ما بين 15 إلى 23 درجة مئوية في شهور الشتاء، وبين 23 درجة إلى 34 درجة في شهور الصيف والربيع. وتم تصميم المنتجع لتلبية احتياجات السائحين المختلفة، حيث يضم مجموعة من الفنادق والمطاعم والاستراحات الفاخرة التي تعمل على تقديم خدمة عالمية تتضمن مجموعة منتقاة من المأكولات الآسيوية والفرنسية والإيطالية واليابانية.

### كارلوس
تعد شعاب كارلوس رييف أحد أجمل مواقع الغطس في الغردقة، بفضل الغابات المرجانية الكثيفة الموجودة بها وأصناف الأسماك المتنوعة بمياهها مثل قرش المطرقة النادر وأسماك الجاك والتونة والبركودة وأسماك المواري العملاقة وغيرها. وتتكون شعاب تلك المنطقة من برجين مرجانيين يزيّنان سطح الماء. ويبلغ عمق الوادي بين هذين البرجين حوالي 16 متر، وأكثر من 40 متر في المياه، مما جعلها منطقة مناسبة للغطاسين الهواة والمتمرسين.

### أبو رمادا

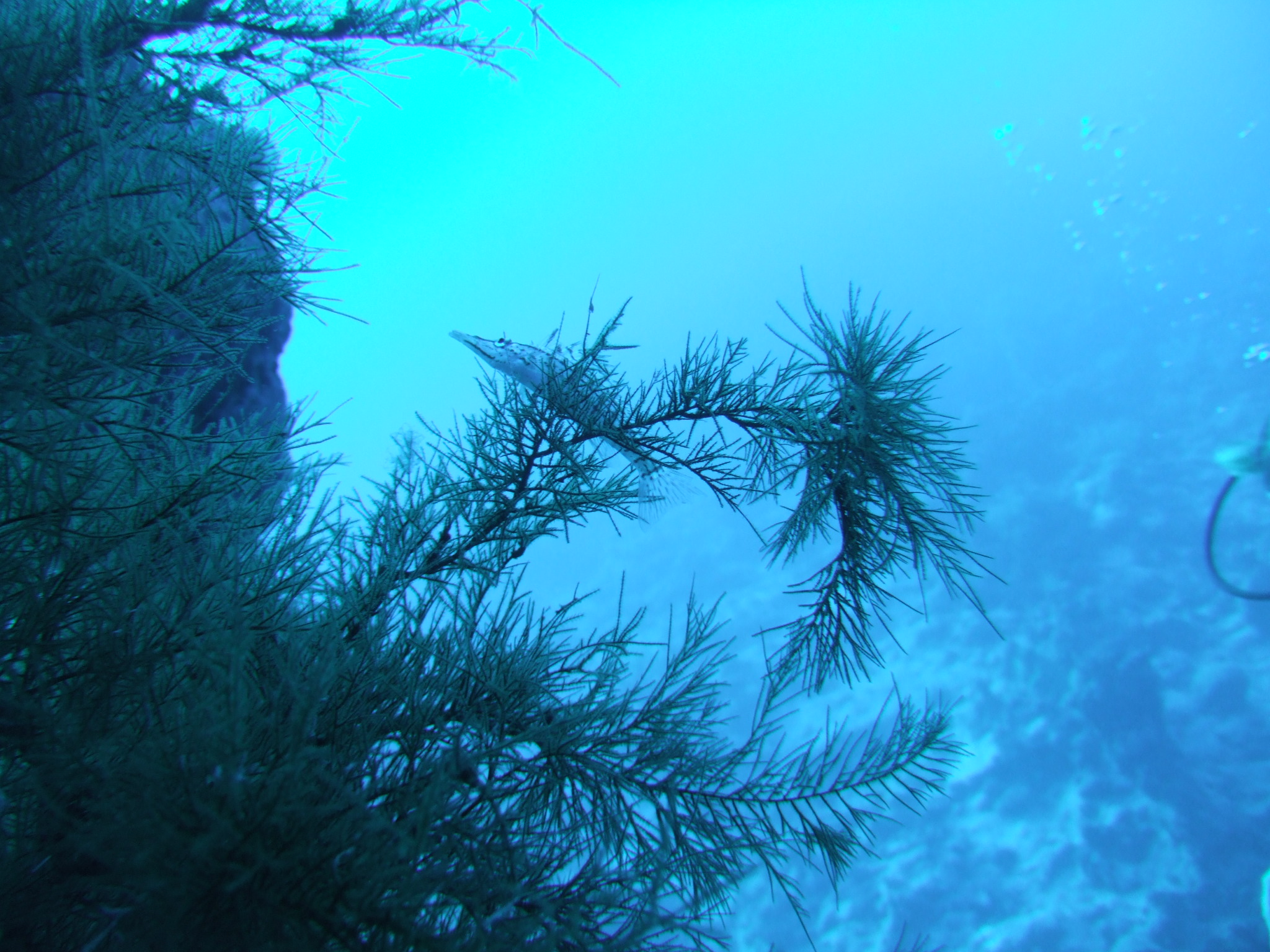
أحد كهوف أبو رمادا البحرية.

يحمل هذا الموقع أيضاً اسم «حوض الأسماك المائي»، ويتميز بمياهه الضحلة نسبياً والمسطحة إلى حد كبير، ويعج بالحياة البحرية المذهلة والمتنوعة حيث تكثر فيه أسماك الشعاب الصغيرة وسمك الراي اللاسع وقرش النمر، بالإضافة إلى أسماك الجاك والبركودة وقرش الشعاب المرجانية ذو الزعنفة البيضاء والتونة الصغيرة بأعداد كبيرة.

### الفنادير
الفنادير عبارة عن شعاب ضيقة وطويلة وهادئة تقع في شمال الغردقة ويمكن الوصول إليها من الجونة. وتتميز بإمكانية ممارسة أي نوع من أنواع الغوص فيها بما في ذلك الغوص الانجرافي والغوص العميق وغوص المبتدئين، ويفضل الغواصون الجانب الشرقي من الفنادير لأنه محمي من الطقس عن طريق قوس رقيق من الشعاب المرجانية وبه الأجزاء الضحلة من الشعاب المرجانية حيث تزخر الحياة البحرية بالسمك الأنبوبي (أبو زمارة) والسمك الحجري وسمك عقرب البحر وسمك الخرمان وسمك الضفادع وسمك قرش الجيتار والسمك المفلطح وسمك أبو مطرقة وسمك التونة وسمك الجاك.

### سهل حشيش

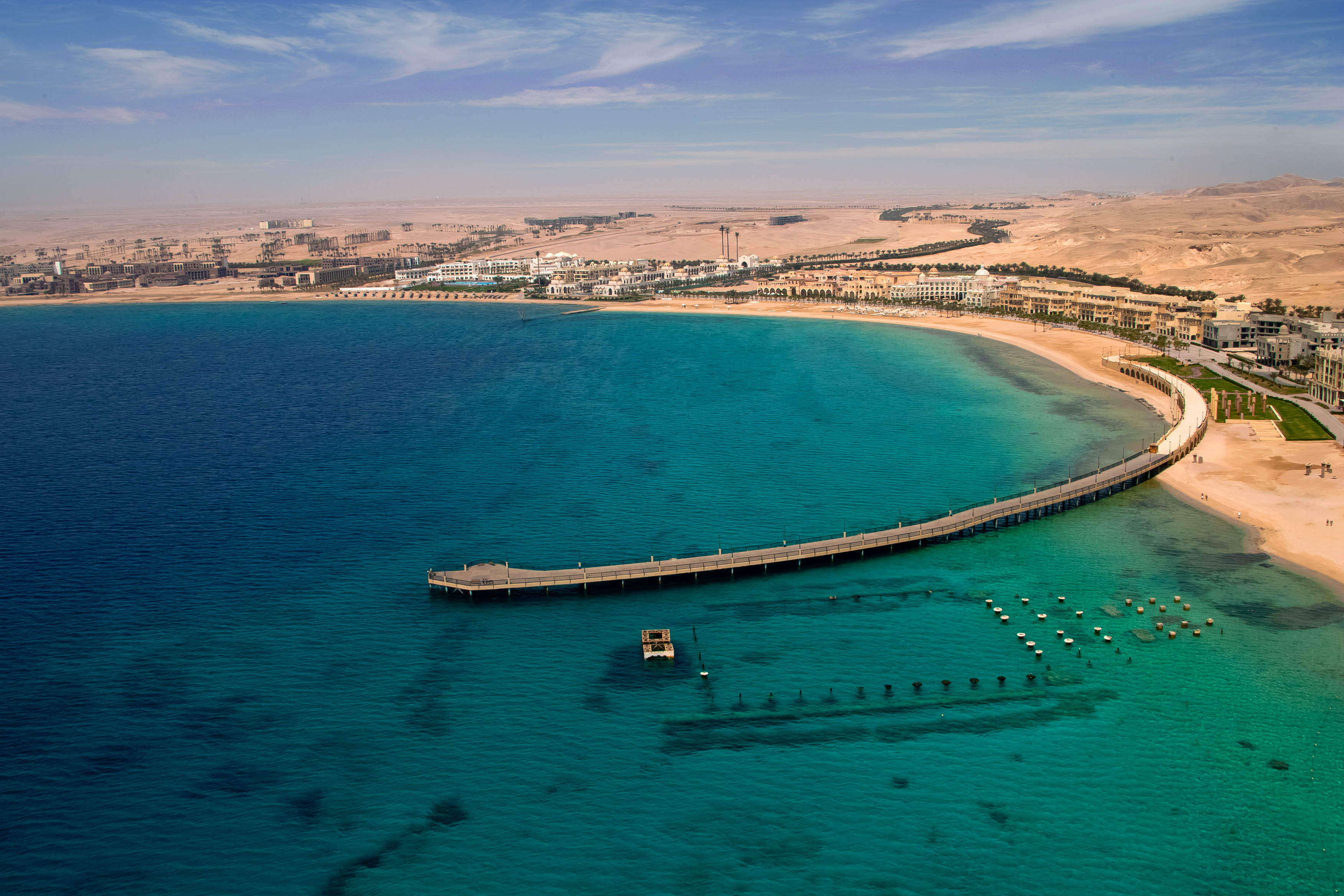
سهل حشيش.

تبلغ مساحة منتجع سهل حشيش 32 مليون متر وتقوم على إدارته الشركة المصرية للمنتجعات السياحية والتي قامت بتخطيطه على 3 مراحل بواقع 6 ملايين متر للمرحلة الأولى و6 ملايين متر للثانية و20 مليون متر للمرحلة الثالثة. ويشتمل المنتجع على 1560 غرفة فندقية و679 وحدة سكنية فيما ينتظر افتتاح 6 آلاف غرفة فندقية و6 آلاف وحدة سكنية إضافية تتضمنها مشروعات مستقبلية. كما يتضمن أيضاً مسرحاً مكشوفاً يشتهر بالحفلات الغنائية الضخمة التي يقيمها كبار المطربين العرب ويحضرها الآلاف من معجبيهم.

### الجونة

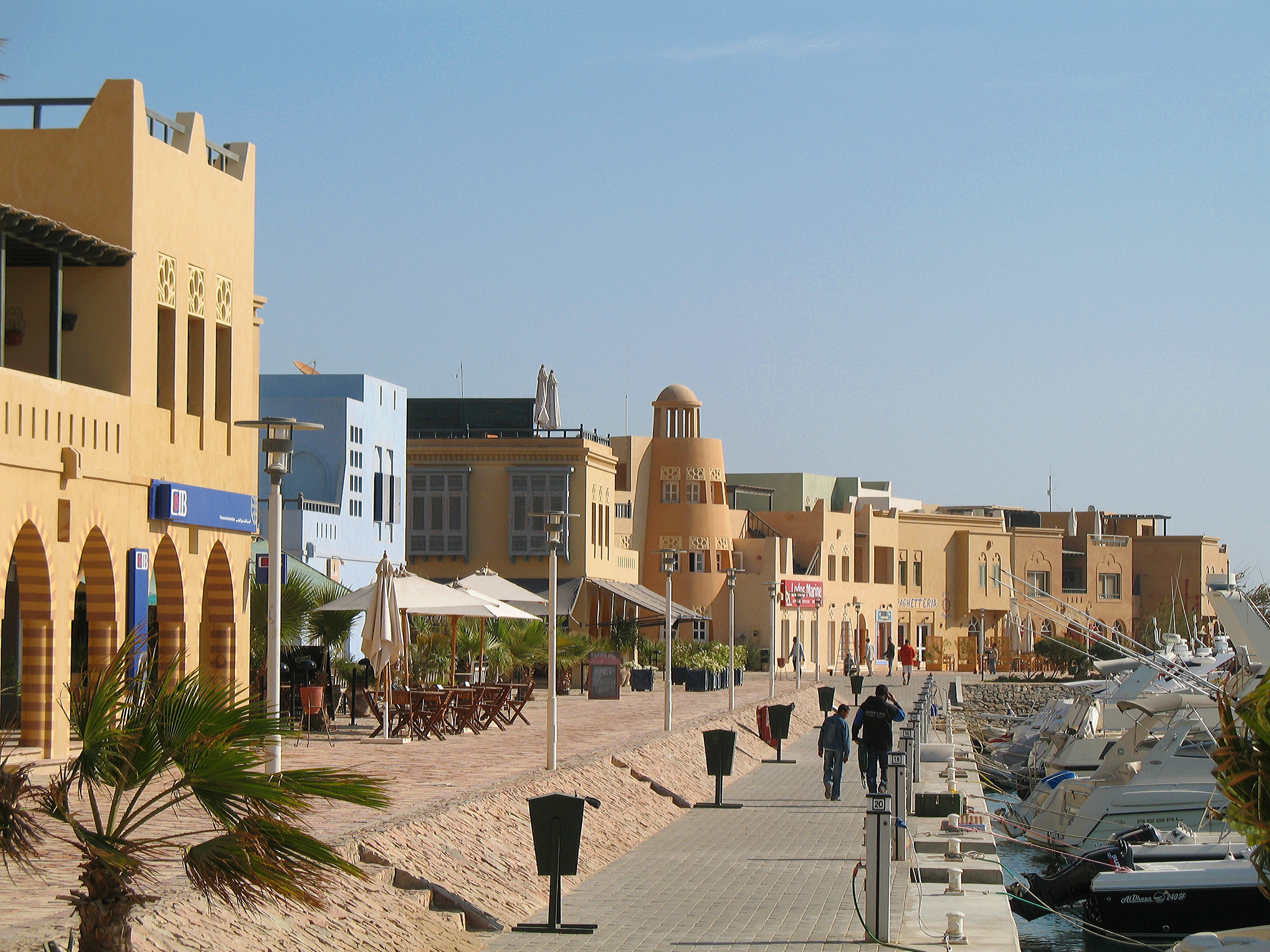
الجونة.

تعود نشأة الجونة إلى عام 1990، حيث طورتها شركة أوراسكوم للفنادق والتنمية على مجموعة من الجزر كأحد المنتجعات السياحية الواقعة على ساحل البحر الأحمر، وتبعد عن مطار الغردقة الدولي 22 كم إلى الشمال، ويفصلها عن القاهرة مسافة 470 كم. وتتجه الجونة إلى تحقيق الاكتفاء الذاتي من الغذاء عن طريق الاعتماد بشكل كبير على منتجات مزرعة الجونة المقامة على مساحة 120 فدان، والتي توفر احتياجات المنتجع من الخضراوات والفاكهة واللحوم والدواجن والأسماك بدون استخدام مبيدات. وتشتهر المنطقة بكونها موقعا للغطس في الأعماق والرياضات المائية المختلفة، ويوجد بها شاطئان رئيسيان هما «زيتونة بيتش» و«مانجروفي بيتش»، ويتخلل المنتجع عدد كبير من القنوات المائية، ويوجد به 6 أحياء هي «حي مارينا تاون»، «الحي المتوسطي»، «حي الجولف»، «الحي النوبي»، «حي الهضبة»، و«الحي الإيطالي». كما تتجه جميع الاستثمارات بالمنتجع إلى الاعتماد على الطاقة الشمسية النظيفة والاستغناء عن الكهرباء المولدة من الحكومة بالكامل، وذلك عن طريق تخزين البطاريات للطاقة المولدة من الخلايا الشمسية. ويعتبر المنتج النموذج المثالي لممارسة رياضات الجولف والغوص والتزلج على الماء وركوب الأمواج والطائرات الورقية، كما يتمتع بالعديد من النوادي الصحية والفنادق ذات الخمسة نجوم، فضلاً عن المناظر الطبيعية الخلابة والطقس الممتع طوال العام.

#### متنفس الصحراء
هو عبارة عن تحفة فنية تم بنائها في 7 مارس 1997 في صحراء الجونة، عن طريق مجموعة «D.A.ST. Arteam» التي تتكون من ثلاثة فنانين هم النحات «داناي ستراتو» والمصمم الصناعي «الكسندرا ستراتو» والمهندسة المعمارية «ستيلا قنسطنطينيدس». وهي عباره عن 89 من الكثبان الرملية المخروطية المرتفعة عن الأرض و89 من الحفر المنخفضة الحلزونية المزدوج متفاوتة الحجم وتتوسطها بحيرة قطرها 30 متر، وتقع هذه القطعة الفنية على مساحة حوالي 100 ألف متر.

### مجاویش
تقع جزيرة مجاويش على بعد 7.5 كم جنوب شرق الغردقة، وتمتلك نحو كيلومترين من الشواطئ ذات الرمال الناعمة التي تحتضن مياه البحر الأحمر البكر ذات الأمواج الهادئة. وبها تقع قرية مجاويش السياحية التابعة لشركة مصر للسياحة، التي تمتد على مساحة 850 ألف متر منها 450 ألف متر غير مستغلة، وتعد أكبر قرى الغردقة وأقدمها حيث افتتحها الرئيس الراحل أنور السادات في عام 1979 في عهد وزير السياحة والطيران المدني جمال الناظر، ومحافظ البحر الأحمر علي عفيفي. ويقدم المنتجع العديد من الأنشطة السياحية والترفيهية كالغطس وركوب الأمواج والخيل، وتصنف القرية في فئة «أربعة نجوم» وتشتمل على 425 غرفة مقسمة إلى شاليهات، بالإضافة إلى مبنى فندقي وفيلات فاخرة تمتد على طول الشاطئ الرملي الذي يبلغ طوله 1.2 كم ويعد الأطول في مدينة الغردقة، ويعمل بالقرية نحو 460 فرد تحت إدارة مصرية خالصة.

### الجفتون

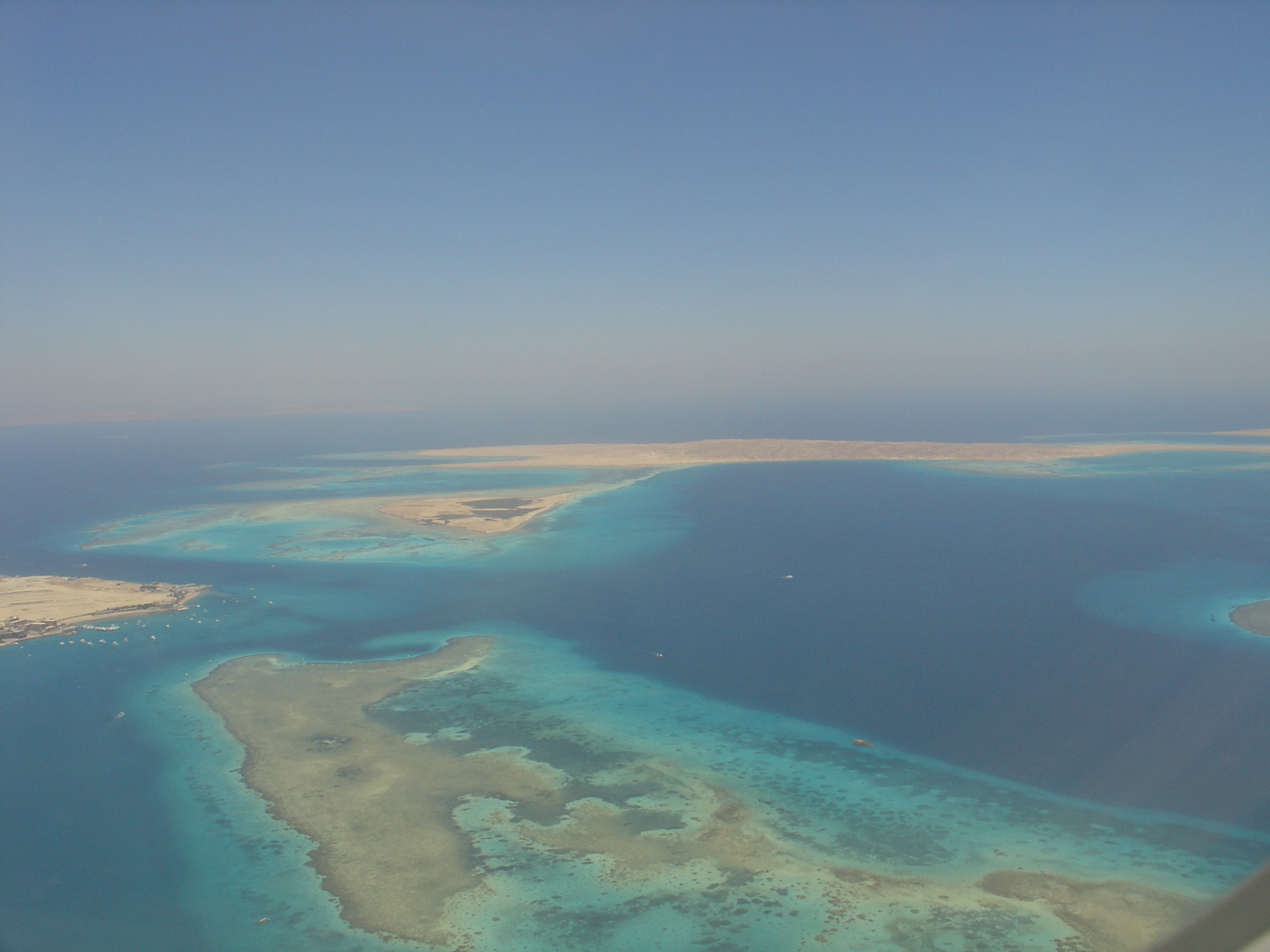
جزر الجفتون.

تقع جزيرة الجفتون على بعد 11 كم من شواطئ مدينة الغردقة، وتبلغ مساحتها أكثر من 17 كم، وتعد الجزيرة الأكثر رواجاً سياحياً داخل نطاق مدينة الغردقة لما تمتلكه من شواطئ من طراز خاص، يفد إليها العشرات من السائحين يومياً لقضاء يوماً وسط البحر الأحمر. وتعد أهم أماكن الغوص في الأعماق والغوص السطحي بمدينة الغردقة ويستخدمها نسبة تزيد على 30% من ممارسي هذه الرياضة والنزلاء بفنادقها. كما تعتبر من أهم موارد الدخل لمحميات البحر الأحمر، وتلعب دوراً رئيسياً في النمو السياحي والاستثماري بمدينة الغردقة نظراً لأنها الجزيرة الوحيدة التي يسمح بنزول السياح عليها. يغلب على الطبيعة الجيولوجية للجزيرة الارتفاع في نصفها الشمالي، حيث توجد سلسلة من التلال يبلغ منسوب أعلاها 119 متر فوق مستوى سطح البحر تمتد من الشمال حتى منتصف الجزيرة. أما الجزء الجنوبي للجزيرة فهو عبارة عن هضبة من الصخور المرجانية يتراوح منسوبها من 3 إلى 6 أمتار ويحيط بسواحلها الشعاب المرجانية الساحلية، وتمتد إلى الغرب حتى جزيرة أبو منقار وإلى الجنوب حتى جزيرة جفتون الصغيرة، والمياه فيما بين الجزر والساحل المقابل هي مياه ضحله لا يزيد عمقها على 20 متر تحت مستوى سطح البحر، بينما يتعمق القاع إلى الشرق منها، فيتراوح العمق بين 300 إلى 500 متر تحت مستوى سطح البحر. وتتكون صخورها من الصخور الرسوبية حيث يصل سمك الرواسب بها إلى حوالي 120 متر، والتي تتكون معظمها من صخور الحجر الجيري الرملي والشعب المرجانية التي تنتمي إلى عصر البليوسين. وتمثل الجزيرة محمية طبيعية تعد من أهم الأماكن التي تحتوي على أنظمة بيئية حساسة تتضمن الحشائش البحرية وتتميز بكساء وتنوع مرتفع للشعاب المرجانية يتراوح بين 60% إلى 90% في الأماكن المميزة، ويقطنها أعداد كبيرة من الحيوانات البحرية والطيور التي يعتبر بعضها مهدد بالانقراض مثل العقاب النسارية والنوارس ذات العيون البيضاء (العجمة)، والتي تقوم بالتعشيش على الجزيرة، كما يوجد في المنطقة الشمالية والشرقية منها أماكن تعشيش السلاحف وعلى الأخص السلحفاة صقرية المنقار.

### جزيرة أبو منقار

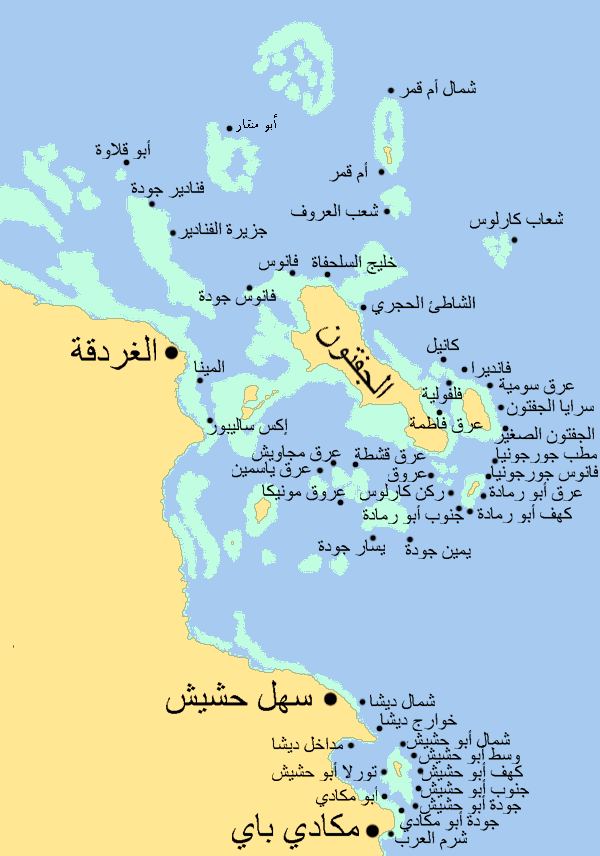
جزر مدينة الغردقة.

تنتمي جزيرة أبو منقار إلى عصر الإيوسين، مما يشير إلى أن عمرها لا يقل عن 33 مليون سنة، وتتميز الجزيرة بكثافة الصخور والتركيبات الجيولوجية النادرة بها. ويعود تسمية الجزيرة إلى شكلها العام حيث يشكل طرفها الشرقي لسان رملي يمتد داخل البحر بشكل متعرج يشبه إلى حد كبير منقار الطير. وعلى رغم صغر حجمها النسبي، إلا أنها تعد من أهم جزر شمال البحر الأحمر، لأهميتها البيئية نتيجة غناها بالشعاب المرجانية والمانجروف. كما تستغل مناطق كثيرة منها في أنشطة الغوص والسياحة والصيد، فضلاً عن كونها محطة استراحة وتوالد لأنواع عديدة من الطيور المهاجرة مثل النورس البحري ومالك الحزين وخطاف البحر والطائر الشماط. تقع الجزيرة على مساحة 140 هكتاراً وتبعد عن مدينة الغردقة ثلاثة كيلومترات شرقاً، وتتشكل من أرض منبسطة من الشعاب المرجانية المتحفرة، سواحلها الغربية والشمالية رؤوس صخرية بارزة وخلجان رملية صغيرة، وساحلها الجنوبي الشرقي شاطئ رملي منبسط خالي من التعرجات. وهي ضمن حدود محمية علبة البحرية التي تضم منطقة جبل علبة في جنوب شرق مصر إضافة إلى جميع الجزر الواقعة في القطاع المصري من البحر الأحمر. وتعد الجزيرة من أكثر جزر البحر الأحمر ثراءً بأشجار المانجروف، حيث تزيد نسبة الغطاء النباتي الذي تحتله هذه الأشجار والنباتات الملحية الأخرى عن ربع إجمالي مساحة الجزيرة على مساحة تقدر بنحو 30 هكتاراً، حيث يمكن أن يحوي الهكتار الواحد ما لا يقل عن 400 شجرة كاملة، ويصل طول بعض تلك الأشجار إلى أكثر من خمسة أمتار، وأحياناً تتخلل هذه الأشجار أو تحيط بها أنواع أخرى من النباتات المقاومة للملوحة مثل الغردق والرطريط والخريسة والسويدة والمليح وغيرها من النباتات التي تميز بيئة السبخات الملحية. وتنمو أشجار المانجروف على الجزيرة خلال خور مائي كبير يمتد عبر الجزيرة ويتفرع في أكثر من اتجاه، مشكلاً مع أيكات المانجروف الممتدة على جنباته لوحة بحرية جميلة يندر وجودها في أي جزيرة أخرى. وتتميز أشجار المانجروف في تلك البقعة بوجودها في جزيرة منعزلة، بعيداً عن ضغوط الزحف العمراني والرعي الجائر والملوثات البشرية مما يسهم في زيادة كثافة المانجروف ونمائه المستمر وطوله الوارف.

### جزيرة شدوان
جزيرة شدوان هي أكبر جزيرة شعاب مرجانية في مضيق جوبال، وتعرف أيضاً باسم «جزيرة شاكر». تضم الجزيرة في الجزء الشمالي منها جدار من الشعاب المرجانية شبه عمودي الشكل على عمق أكثر من 40 متر والذي يصل إليه الغواصين لاستكشافه عن طريق الغطس الانجرافي مع التيار المعتدل المتجه من الجنوب إلى الشمال. وتزخر تلك الشعاب المرجانية بسمك المرجان وسمك المروحة وسمك قرش الشعاب المرجانية ذو الزعنفة البيضاء وسمك قرش الشعاب المرجانية ذو الزعنفة الرمادية وسلاحف صقرية المنقار، بالإضافة إلى أسراب الدلافين الرائعة.

### معالم إسلامية

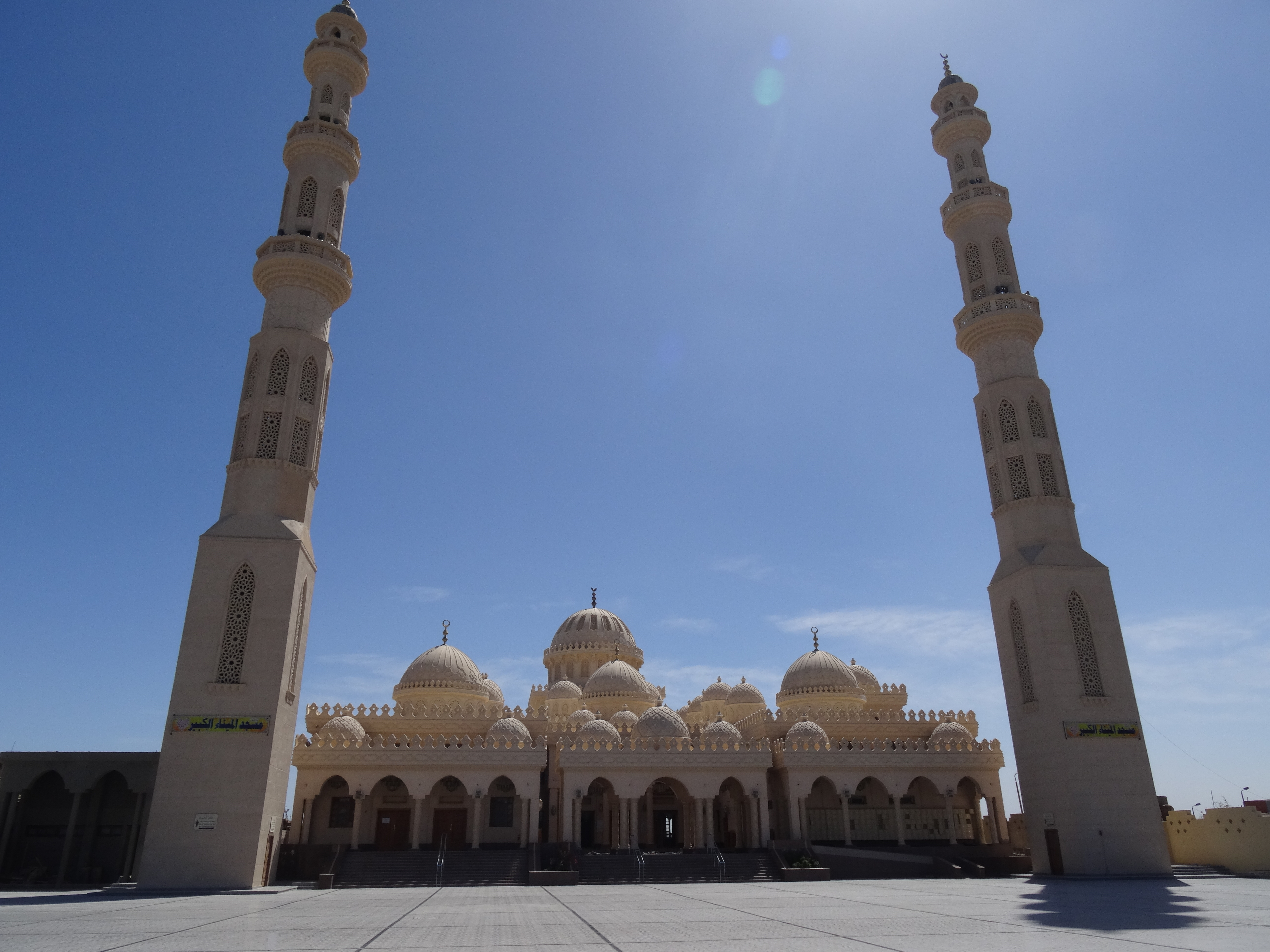
مسجد الميناء.

تم افتتاح مسجد الميناء في يناير 2012 أثناء احتفالات محافظة البحر الأحمر بعيدها القومي، وأقيم على مساحة 4 آلاف متر بتكلفة إجمالية 20 مليون جنيه بالجهود الذاتية من المستثمرين والمواطنين وبدعم من محافظة البحر الأحمر ووزارة الأوقاف. ويعتبر المسجد من أكبر مساجد المحافظة، ويتميز بطراز معماري فريد يؤهله لأن يصبح مزاراً سياحياً. وتم تخطيط المنطقة المحيطة به لتصبح ساحة حضارية، ونقلت ورش إصلاح المراكب واللنشات حوله إلى ترسانة إصلاح العائمات بمدينة سفاجا. كما تضم المدينة أيضاً ضريح أبى الحسن الشاذلي وهو أحد المساجد التي أنشأت في عصر الدولة الأيوبية في مصر. ويتكون الضريح من مبنى مثمن الشكل بكل ضلع من أضلاعه نافذة واحدة مستطيلة والثانية على شكل قماري، أما الضلع الثامن فيوجد به مدخل الضريح.

### معالم قبطية

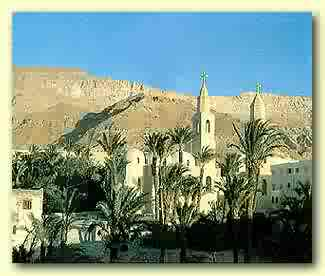
دير الأنبا أنطونيوس.

تضم الغردقة عدة معالم قبطية شهيرة تتمثل في دير الأنبا أنطونيوس وهو أول دير أنشئ في العالم وينسب اسمه إلى الأنبا أنطونيوس الذي يعتبره الأقباط المصريون أول الرهبان في العالم، وأب جميع الرهبان. تعود نشأة الدير إلى القرن الرابع الميلادي ويعد واحداً من أهم وأقدم الأديرة الأثرية على مستوى العالم حيث يقع عند سفح جبل الجلالة القبلية جنوب السويس بنحو 170 كم، ويحتوي على مجموعة من أندر الجداريات القبطية وأروعها كما يحتوي على مكتبة كبيرة تحتوي على 1438 مخطوطاً إلى جانب مئات الكتب المطبوعة في مختلف فروع المعرفة. كما تضم الغردقة دير الأنبا بولا أو دير سانت بولا الواقع بالصحراء الشرقية جنوب شرق دير الأنبا أنطونيوس، ويبتدئ طريق الدير حوالي 25 كم متفرعاً من طريق الزعفرانة الرئيسي، وممتداً إلى الغرب مسافة 12,5 كم. ويوجد بالدير أربع كنائس أثرية هي: الكنيسة الأثرية التي كان يسكنها الأنبا بولا لمدة 70 سنة، وكنيسة أبو سفين التي أعاد بنائها المعلم الجوهري في أواخر القرن الثامن الميلادي، وكنيسة الملاك وبها اثني عشر قبة كعدد تلاميذ يسوع ويرجع تاريخها إلى سنة 1777. وفي فبراير 2014 تم افتتاح مبنى خاص بزوار الدير في عهد البابا تواضروس الثاني وتضم المدينة أيضاً كاتدرائية الأنبا شنودة الواقعة بحي الدهار على مساحة 860 متر تقريباً، وتم إنشائها في عام 1926، وكنيسة العذراء والملاك ميخائيل المقامة على الطراز الحديث بالجونة شمال مدينة الغردقة وتسع 1500 مصل، ودير مارمينا غرب مدينة الغردقة الذي يقع على مساحة 1500 متر، وكنيسة مارمرقس بحي الأحياء المقامة على مساحة 350 متر.

### وادي الحمامات
وادي الحمامات أو وادي الينابيع أو أم الفواخير، هو عبارة عن قاع نهر جاف أصبح طريقاً متعرجاً عبر جبال الصحراء الشرقية، ويقع على بعد 235 كم من مدينة الغردقة، وكان يستخدم كطريق تجاري في العصور القديمة، وهي منطقة مُحاطة بمقالع حجارة البخن المعروفة بالجرايوكي ومناجم الذهب التي تمت الاستفادة منها منذ عصر المملكة القديمة وحتى العصر الروماني. وتتمثل المزارات السياحية بالمنطقة في علامات المقالع على الجانب الشمالي من الطريق، حيث يظهر ما تبقى من أكواخ العمال القدماء. وعلى الجانب الجنوبي من الطريق، يوجد المئات من الألواح الهيروغليفية التي تُعد دليلاً على البعثات والمهام الكثيرة التي توجهت إلى وادي الحمامات وكان يقودها الفراعنة.

### الأكواريم

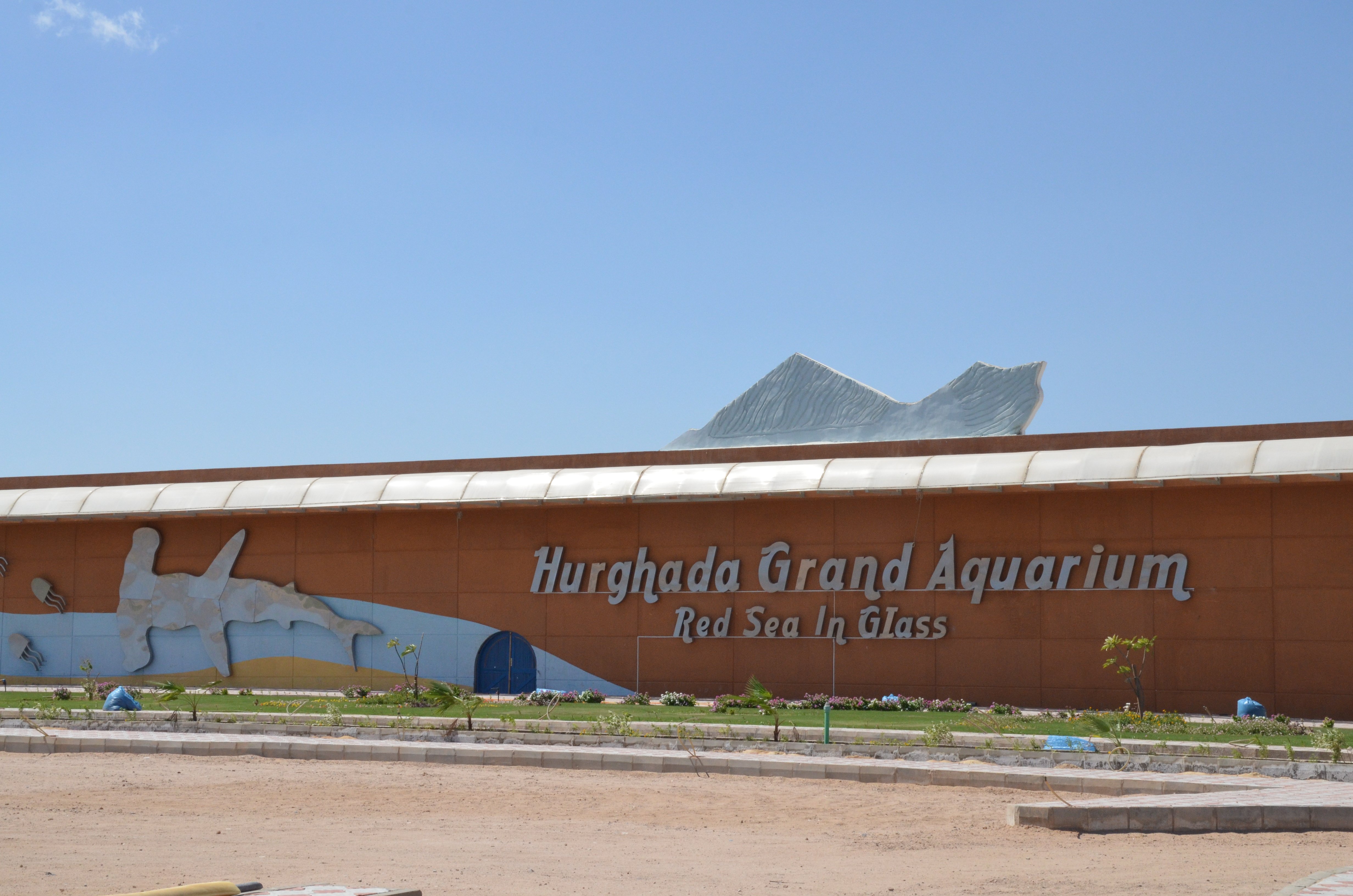
جراند أكواريم.

جراند أكواريم هو متحف يسلط الضوء على الحياة البحرية بمدينة الغردقة وتم افتتاحه في يناير 2015، ليعرض مجموعه كبيرة من الكائنات البحرية، مع إتاحة التواصل معها والتعرف عليها عن قرب، حيث يحتوي على أكثر من 22 حوض من أكبر أحواض الأسماك حجماً، وبه نفق زجاجي بطول 22 متراً، يمنح المارين به محاكاة طبيعية للحياة البحرية خلال التجول تحت الماء من داخله. يتكون مشروع المتحف من ثلاث مراحل، تم افتتاح المرحلة الأولى بطاقة استيعابية تصل لأكثر من مليون جالون مياه ليكون الأكواريم السابع عالمياً من حيث كمية المياه، ومع انتهاء المرحلة الثانية تصل كمية المياه به إلى 3.8 مليون جالون من المياه، وبذلك يصبح الثالث عالمياً، ومع المرحلة الأخيرة والثالثة يصبح «الأكواريم» الأول عالمياً بكمية مياه 8.8 مليون جالون. وشارك في تنفيذ المشروع العديد من الخبراء من أكثر من 5 دول مختلفة منها انجلترا، وألمانيا وماليزيا، والصين، بالإضافة إلى خبراء مصريين. يقع المشروع على مساحة 22 ألف متر تقريباً، بالإضافة إلى ساحة انتظار تقدر بحوالي 20 ألف متر، ويبعد عن مطار الغردقة الدولي بضع دقائق.

### المعهد القومي لعلوم البحار

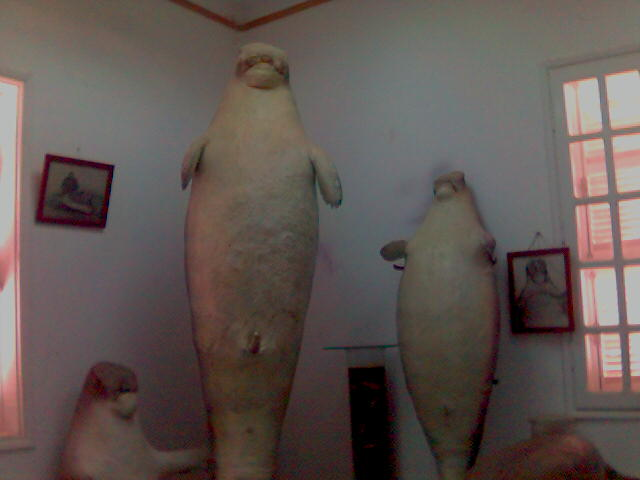
أحد معروضات المعهد.

تم بناء المعهد القومي لعلوم البحار والمصايد في عام 1927 وافتتح رسمياً في العام التالي تحت اسم «محطة الأحياء البحرية» كأحد المنشآت التابعة لجامعة فؤاد الأول (القاهرة حالياً)، وتحول اسمه عام 1992 إلى المعهد القومي لعلوم البحار والمصايد ليصبح تابعاً لوزارة البحث العلمي. وللمعهد ثلاثة أفرع أخرى في الإسكندرية وخليج العقبة والقناطر يهتم كل منها بما له علاقة بعلوم البحار والبيئة البحرية. ويعد المعهد من أقدم المعاهد المتخصصة في مجال علوم البحار في الشرق الأوسط، وجاء اختيار منطقة شمال الغردقة كموقع للمعهد لبعدها عن العمران ولتوفر الشعاب المرجانية والبيئة البحرية النموذجية. ويحتوي المتحف على العديد من الأسماك المحنطة من بيئة البحر الأحمر والمحيط الهندي ومنها عروس البحر والدلافين والقروش والسلاحف وغيرها من الأسماك. ويضم الأكواريوم أو حوض السمك الموجود بالمعهد ستة وعشرين حوض زجاج لعرض الأسماك الحية وخاصة أسماك الشعاب المرجانية. ويشمل المعهد إثني عشر معمل أبحاث تغطي تخصصات عديدة في مجال علوم البحار. ويضم المتحف سفينة أبحاث تحمل اسم حامد جوهر تخليداً لذكرى العالم المصري الدكتور حامد عبد الفتاح جوهر، وهي تقوم برحلات بحرية داخل محافظة البحر الأحمر لتجميع العينات وإجراء الأبحاث العلمية، فيما تعتبر مكتبة المعهد من أقدم المكتبات العلمية المتخصصة في مجال البيئة البحرية والمصايد في الشرق الأوسط وتحتوي على العديد من الكتب والمراجع والخرائط العلمية ذات القيمة الكبيرة. كما يعمل المعهد على حل مشاكل البيئة البحرية المحيطة مثل مشكلة نجم البحر الشوكي وعمل تقارير التقييم البيئي للمشروعات السياحية على ساحل البحر الأحمر وفض المنازعات في المشاكل التي تمس البيئة البحرية بين جهاز شئون البيئة وأصحاب المنشآت السياحية.

### متحف الغردقة
افتتح المتحف في 29 فبراير 2020 كأول متحف آثار مصري بالشراكة مع القطاع الخاص بتكلفة بلغت قرابة 160 مليون جنيه. تبلغ مساحة المتحف قرابة 10 آلاف متر بينها 3 آلاف متر مساحة قاعة العرض المتحفي الخاصة بالقطع الأثرية، والتي تضم 2000 قطعة أثرية من عصور مختلفة، فرعونية ورومانية وقبطية وإسلامية، وقطع أثرية تعود لأسرة محمد على.

## الاقتصاد

### السياحة

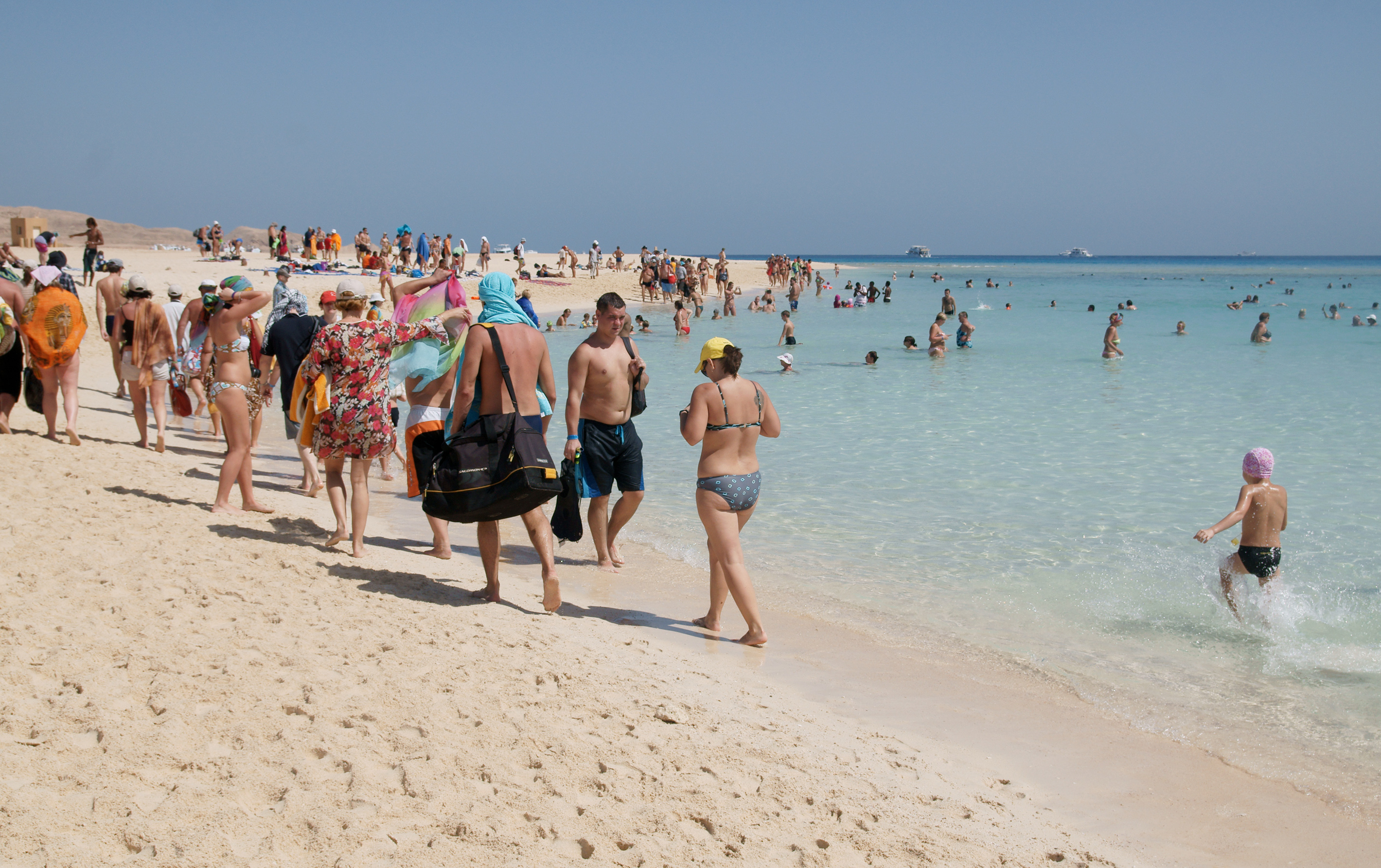
السائحين على شواطئ الغردقة.

نظراً لطبيعتها الساحلية ظلت المدينة دائماً مقصداً سياحياً داخلياً وعالمياً يزوره ألاف السائحين سنوياً، واعتمد اقتصادها بشكل رئيسي على السياحة والأنشطة المكملة لها، وبها يعمل أغلب سكان المدينة. وتأثر هذا النشاط الغالب على طبيعة المدينة سلبياً بسبب الاضطرابات السياسية التي خاضتها مصر. تتضمن دائرة زائري المدينة العديد من الجنسيات يتمثل أغلبها في السائحين الأوروبيين القادمين من روسيا وهولندا وسلوفاكيا وبريطانيا وألمانيا فضلاً عن السائحين القادمين من دول الخليج العربي. ويقضي معظم السياح يومهم صباحاً في السباحة والاستلقاء تحت أشعة الشمس بجانب المسبح أو على شاطئ البحر، فيما يقضون لياليهم في النوادي الليلية خاصة تلك التي تقع في الجونة، فيما ينجذب البعض للنشاطات البحرية المتعددة مثل الغطس. وفي عام 2015 فازت مدينة الغردقة بجائزة أفضل وجهة سياحية عربية بعد منافسة قوية مع مدينة وهران الجزائرية في المرحلة الأخيرة للمسابقة التي بدأت في نوفمبر 2014 وانتهت بتتويج الغردقة باللقب بفارق 28 صوتاً عن أقر منافسيها ووسط 15 وجهة سياحية عربية نتيجة لتفوقها الواضح في البنية السياحية والمشروعات ووجود أغلب الخدمات التي يحتاج إليها السائح العربي. كما تم اختيار الغردقة لتكون المقر الإقليمي لمنظمة السياحة العربية.

### البترول

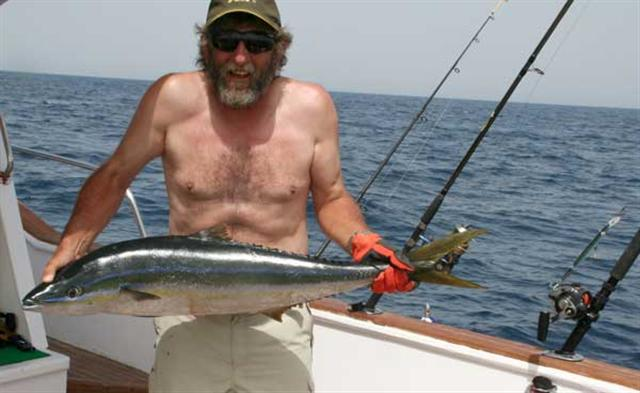
ممارسة هواية الصيد.

تتميز مدينة الغردقة بغناء أرضها بالثروات الطبيعية والتي يأتي على رأسها النفط والذي تعمل على استخراجه عدة شركات مصرية مع شراكات أجنبية حيث بدأت شركة مجاويش للبترول إنتاجها للبترول من امتيازها بمنطقة مجاويش البحرية الواقعة شمال الغردقة خلال عام 1995، كما تقع حقول شركة عش الملاحة للبترول في شمال الغردقة على مساحة 15,3 كم. فيما تعمل شركة وادي السهل للبترول بمنطقة امتياز جنوب الغردقة وشركة جبل الزيت للبترول التي تم تأسيسها عام 1995 للبحث عن البترول في شمال الغردقة بمنطقتي جبل الزيت ورأس العش وتم الإنتاج الفعلي عام 1996.

### الصيد
يمتهن عدد 10 آلاف فرد من سكان المدينة حرفة صيد الأسماك ويتبعون جمعية صيادين الغردقة التي يشرف عليها الهيئة العامة للثروة السمكية التابعة لوزارة الزراعة، ويعتمدون بشكل رئيسي على صيد أسماك الشعور والكشر والتوين والبربوني وغيرها، وتمنع الهيئة الصيد بالمدينة لمدة 3 شهور من كل عام من أجل الحفاظ على الزريعة والمخزون السمكي بالمنطقة، كما تمنع الصيد تماماً في أماكن معينة بالمدينة وتحرم صيد الكائنات البحرية النادرة مثل سمك القرش وخيار البحر والسلاحف وغيرها. فيما يتم عقد مسابقات لهواة الصيد بالصنارة داخل الحدود البحرية للمدينة، والتي ينظمها الاتحاد المصري لصيد الأسماك، بالتعاون مع نادي الرياضات البحرية بالغردقة.

## النقل والمواصلات

### ميناء الغردقة الجوي

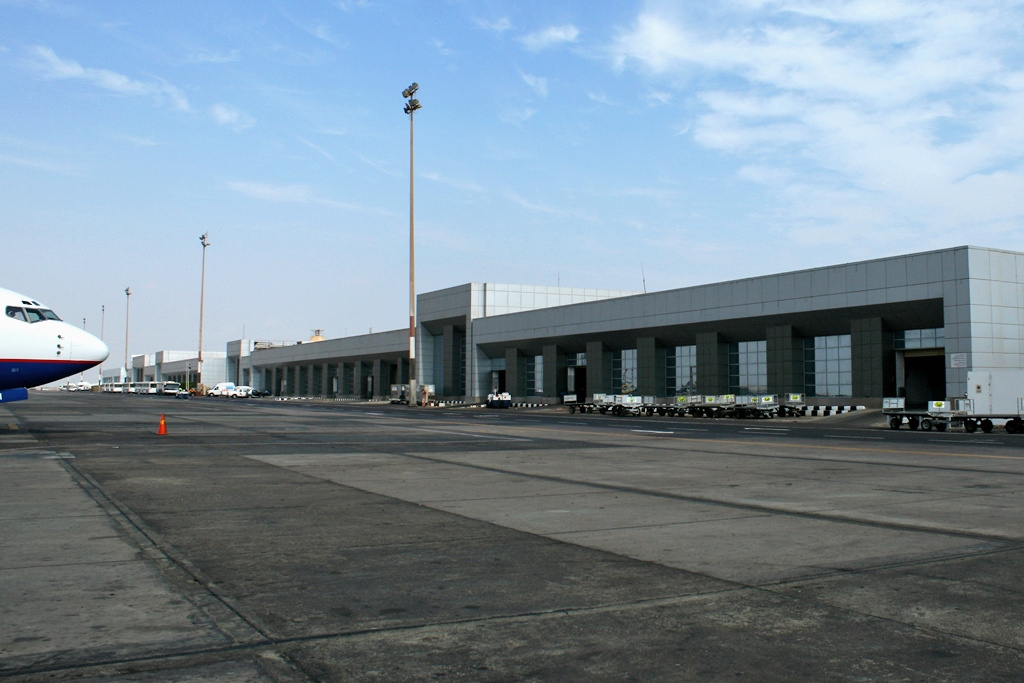
مطار الغردقة.

يقع مطار الغردقة الدولي على بعد 5 كم إلى الجنوب الغربي من وسط مدينة الغردقة «حي الدهار». ويتكون المطار من مبنيين للركاب القديم تصل طاقته الاستيعابية إلى 5 ملايين و500 ألف راكب سنوياً، والجديد تصل طاقته الاستيعابية إلى 7 ملايين ونصف المليون راكب سنوياً، لتصبح سعة المطار الكلية 13 مليون راكب سنوياً بمعدل 115%. تم إنشاء المبنى الجديد في 5 سنوات بتكلفة إجمالية بلغت 3.2 مليار جنيه، بهدف القضاء على تكدس السائحين في أوقات الذروة في صالات السفر بمبنى المطار القديم. وتبلغ مساحته 92 ألف متر، ويحتوي على 3 أدوار للسفر والوصول والخدمات، ومزود بـ 72 كاونتر لإنهاء إجراءات السفر والوصول، و20 بوابة مغادرة ومنطقة أسواق حرة، ويضم المبنى الجديد ممر للطائرات يصل طوله إلى 4 كم وعرضه 75 متراً يمكنه استقبال الطائرات العملاقة، وله حقل جوي يقع على مساحة 425 ألف متر يحتوي على 16 موقعاً للطائرات منها 2 موقع للطائرات العملاقة ليصبح إجمالي عدد مواقع الطائرات بالمطار 52 موقع. ويستحوذ المبنى الجديد على 45% من إجمالي رحلات التشغيل بالمطار وتحول إليه جميع الرحلات الأوروبية والداخلية، عدا الرحلات القادمة من روسيا، والتي يستقبلها المبنى القديم. ويوفر المطار خدمات نقل منتظمة إلى القاهرة، ويقدم رحلات مباشرة إلى العديد من الوجهات الأوروبية، كما يقدم أكثر من 40 من خطوط الطيران المختلفة رحلات طيران بشكل موسمي إلى مدن أوروبا الشرقية والغربية والدول الاسكندنافية وروسيا.

### ميناء الغردقة البحري

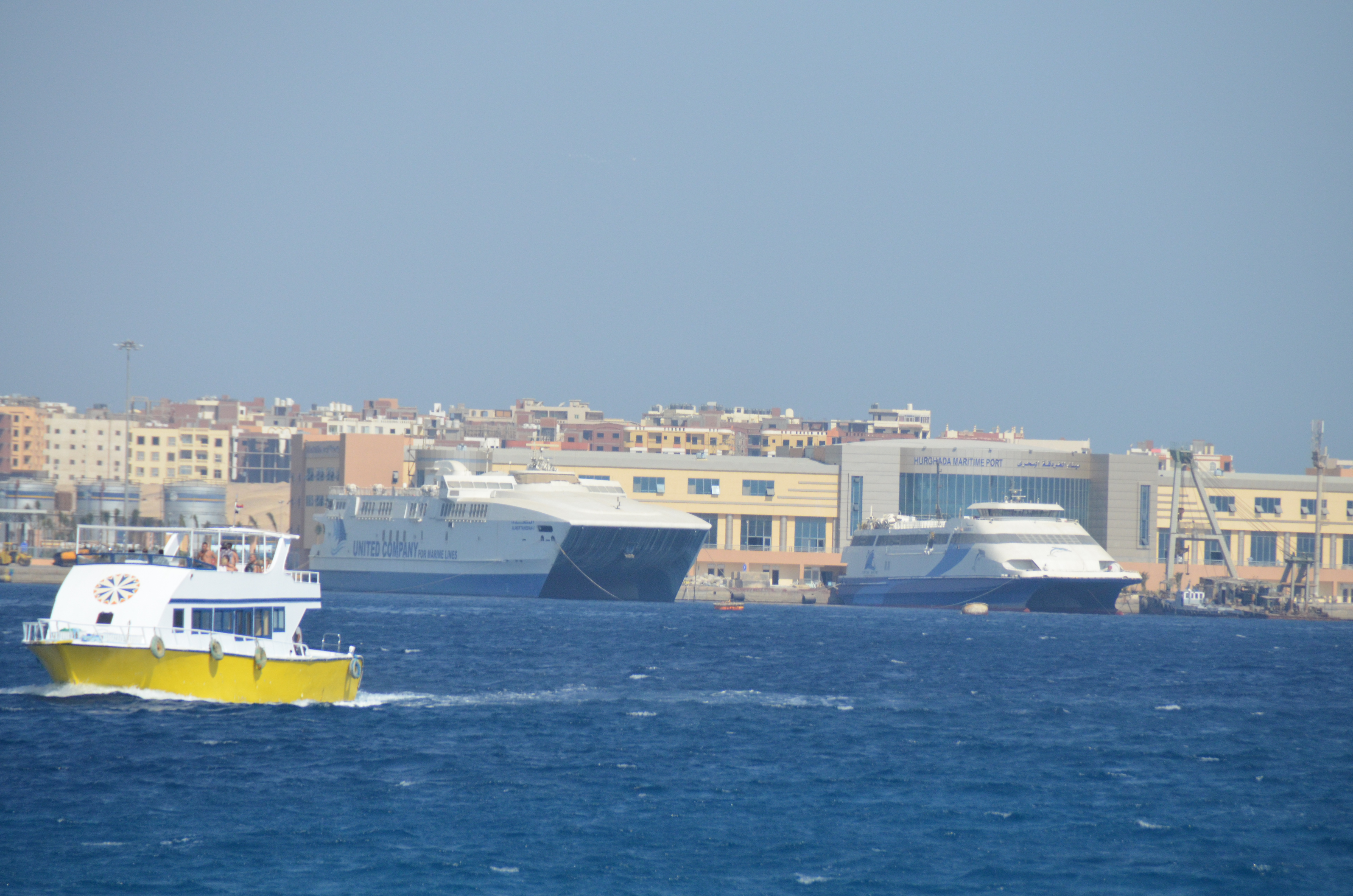
ميناء الغردقة البحري.

يقع الميناء على الساحل الغربي للبحر الأحمر بالقرب من مدخل خليج السويس على مسافة 370 كم جنوب السويس. ويشغل مساحة أرضية تبلغ 15690 متر ومساحة مائية تبلغ 8344000 متر فيما يبلغ طول الممر الملاحي 9000 متر وعمقه 15 متر. تبرز أهمية الميناء من موقعه المتميز وخدمته لنشاط السياحة بمنطقة البحر الأحمر وسياحة اليخوت بأنواعها وسياحة سفن الرحلات الطويلة وخطوط الملاحة البحرية لنقل السياح والركاب من السعودية ودول الخليج العربي. يشتمل الميناء على صالة حديثة للركاب بمساحة 900 متر مجهزة بكافة الخدمات التي يحتاج إليها السائحون، وبها أجهزة للكشف عن الأمتعة والمفرقعات وبوابات للأشخاص، كما يجري التخطيط لبناء صالة سفر جديدة على مساحة 900 متر، وإنشاء ساحة للكشف عن السيارات القادمة بصحبة الركاب وزيادة أطوال الأرصفة لتصل إلى 240 متر لمواجهة الحركة المتزايدة لنقل الركاب والسائحين. يرسو على رصيف الميناء متوسط عدد 875 سفينة سياحية سنوياً، ومتوسط عدد 280 يخت سياحي سنوياً، فيما يصل عدد سفن الركاب العاديين (الغردقة / ضبا «السعودية») إلى 650 سفينة، بالإضافة إلى 14 ألف سيارة بصحبة الركاب، ويقدر متوسط عدد السائحين القدامين للمدينة عبر الميناء بـ 50 ألف سائح سنوياً، ومتوسط عدد الركاب العاديين 550 ألف راكب سنوياً (ضبا «السعودية»/الغردقة) - (الغردقة/شرم الشيخ).

### ميناء جبل الزيت الجوي
هو مطار قامت بإنشائه وزارة البترول في منطقة جبل الزيت بالبحر الأحمر بهدف دعم عملية التنقيب عن البترول في المنطقة. ويبعد المطار 80 كم إلي الشمال عن مدينة الغردقة، ويستخدم كمطار مساعد لمطار الغردقة الدولي بصورة مؤقتة عن طريق استقبال طائرات رحلات الشارتر السياحية في حالات الطوارئ وفترات الذروة أو أثناء تطوير مطار الغردقة الدولي.

### مارينا الجونة
مارينا الجونة أو مارينا أبو تيج هو مارينا سياحي داخل منتجع الجونة يقع بالكيلو 21 شمال مدينة الغردقة، أنشئ بغرض إنعاش سياحة اليخوت في منطقة البحر الأحمر واستقبال اليخوت وسفن النزهة الخاصة بنزلاء منتجع الجونة. تبلغ المساحة الكلية للمارينا 3500 متر والمساحة البحرية 70 متر، ويشتمل على 17 رصيف بحري بأطوال 1599 متر وأعماق تتراوح ما بين 1.6 إلى 4.5 متر وعرض يتراوح ما بين 2.2 إلى 5.5 متر، وتصل قدرته الاستيعابية إلى 250 يخت بأطوال مختلفة.

### ميناء جبل الزيت البحري
هو مرسى صغير محمي من الرياح الشمالية والشمالية الشرقية والغربية يقع على مساحة 4000 متر، وتم إنشاءه بهدف شحن وتفريغ المواد البترولية، ويبعد الميناء 80 كم شمال الغردقة، و278 كم جنوب الأدبية على الضفة الغربية لخليج السويس، و11 كم من الطريق الرئيسي (الغردقة – القاهرة)، ويتميز بقربه من فتحة مدخل الخليج وموانئ التصدير القريبة من حقول البترول، وتصل القدرة الاستيعابية للميناء إلى 4 ناقلات شهرياً ويمكنه استقبال وحدات بحرية متوسطة.

### ميناء شرق الزيت البحري
هو ميناء بحري متخصص في شحن وتفريغ المواد البترولية وتقديم الخدمات البحرية لشركات البترول. يقع الميناء في الجزء الشرقي لخليج الزيت على البحر الأحمر على مساحة كلية 7000 متر ومساحة بحرية 4000 متر، ويبعد مسافة 278 كم عن جنوب الأدبية و80 كم عن الغردقة و802 كم عن رأس غارب، وتصل القدرة الاستيعابية للميناء إلى 3 ناقلات شهرياً بحمولة 100000 طن وغاطس رصيف 14.5 متر.

### الطرق البرية

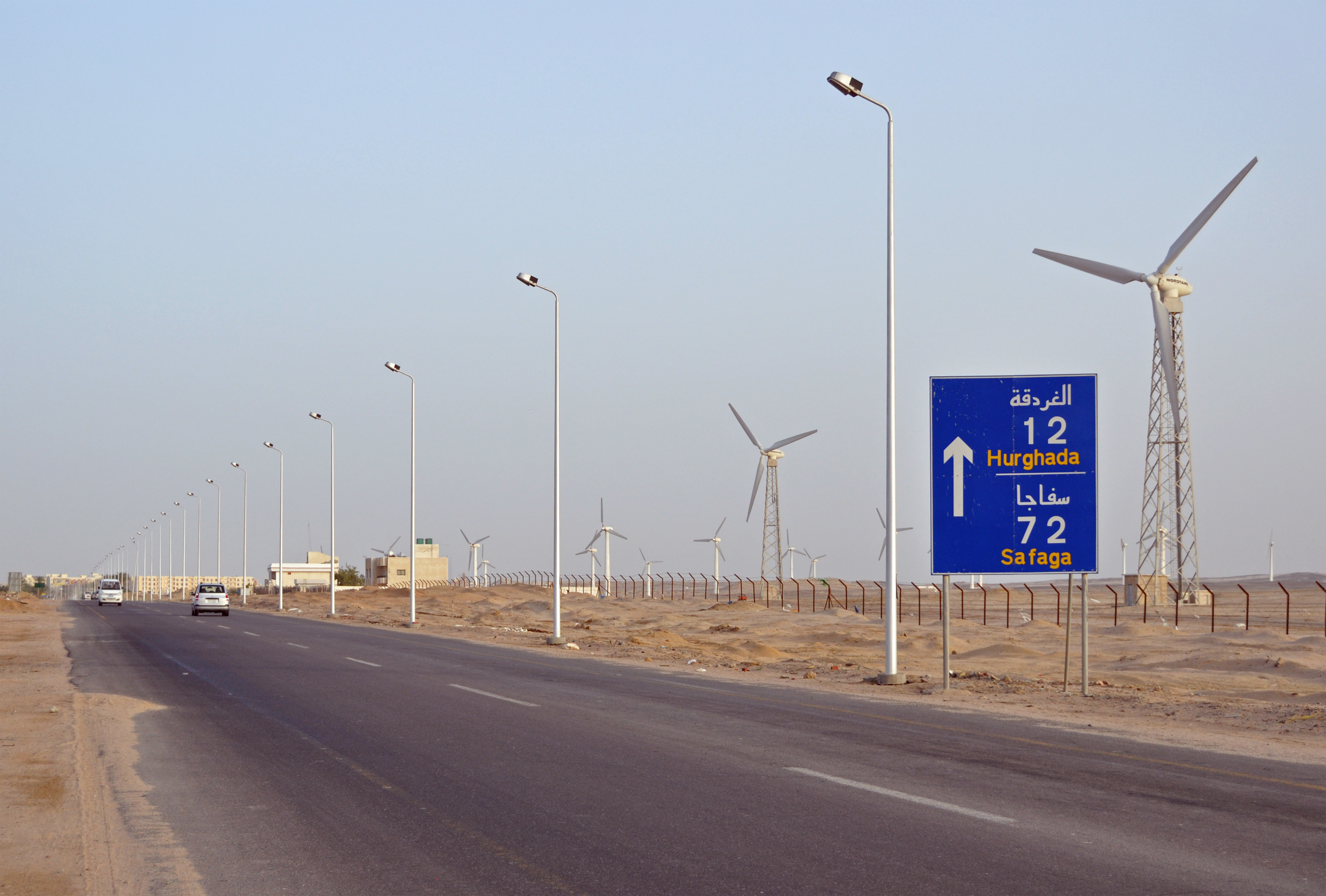
طريق سفاجا الغردقة.

يفصل الغردقة عن العاصمة القاهرة 455 كم ويربطها بها طريق (الغردقة/السخنة/القاهرة) والذي يبدأ من حي القطامية بالقاهرة مروراً بالعين السخنة ومنها إلى الزعفرانة ثم تليها مدينة رأس غارب وعبرها إلى مدينة الغردقة مروراً بمدخل الجونة الذي يسبق مدخل الغردقة بحوالي 23 كم، وينقسم الطريق إلى حارتين بدءاً من القاهرة وحتى الزعفرانة ثم إلى حارة واحدة من الزعفرانة حتى مدخل الغردقة. كما يصل المدينة بمدن الوجه القبلي طريق (الغردقة/سفاجا/قنا/الأقصر) وهو طريق ذو منحنيات خطرة تعمل الحكومة المصرية على تطويره بهدف تقليل نسبة الوفيات المرتفعة الناتجة عن الحوادث المتعددة الواقعة عليه.

### المسافة بين الغردقة والمدن المجاورة
المسافة بالكيلو متر:
| المدن   | أسيوط | المنيا | بني سويف | سوهاج | قنا | أسوان | الجيزة | السويس | القاهرة |
| الغردقة | 585   | 450    | 460      | 464   | 220 | 600   | 475    | 380    | 455     |

## معرض صور

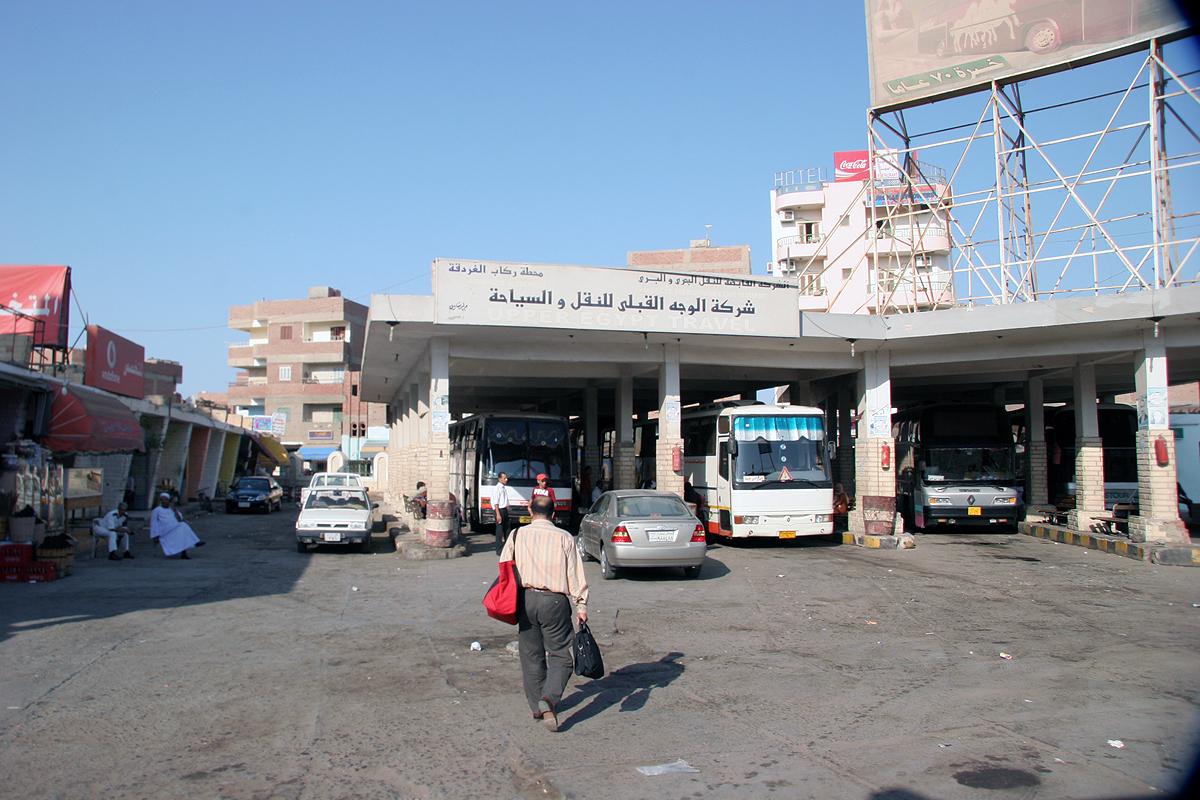
شركة أتوبيسات الوجة القبلي للنقل.
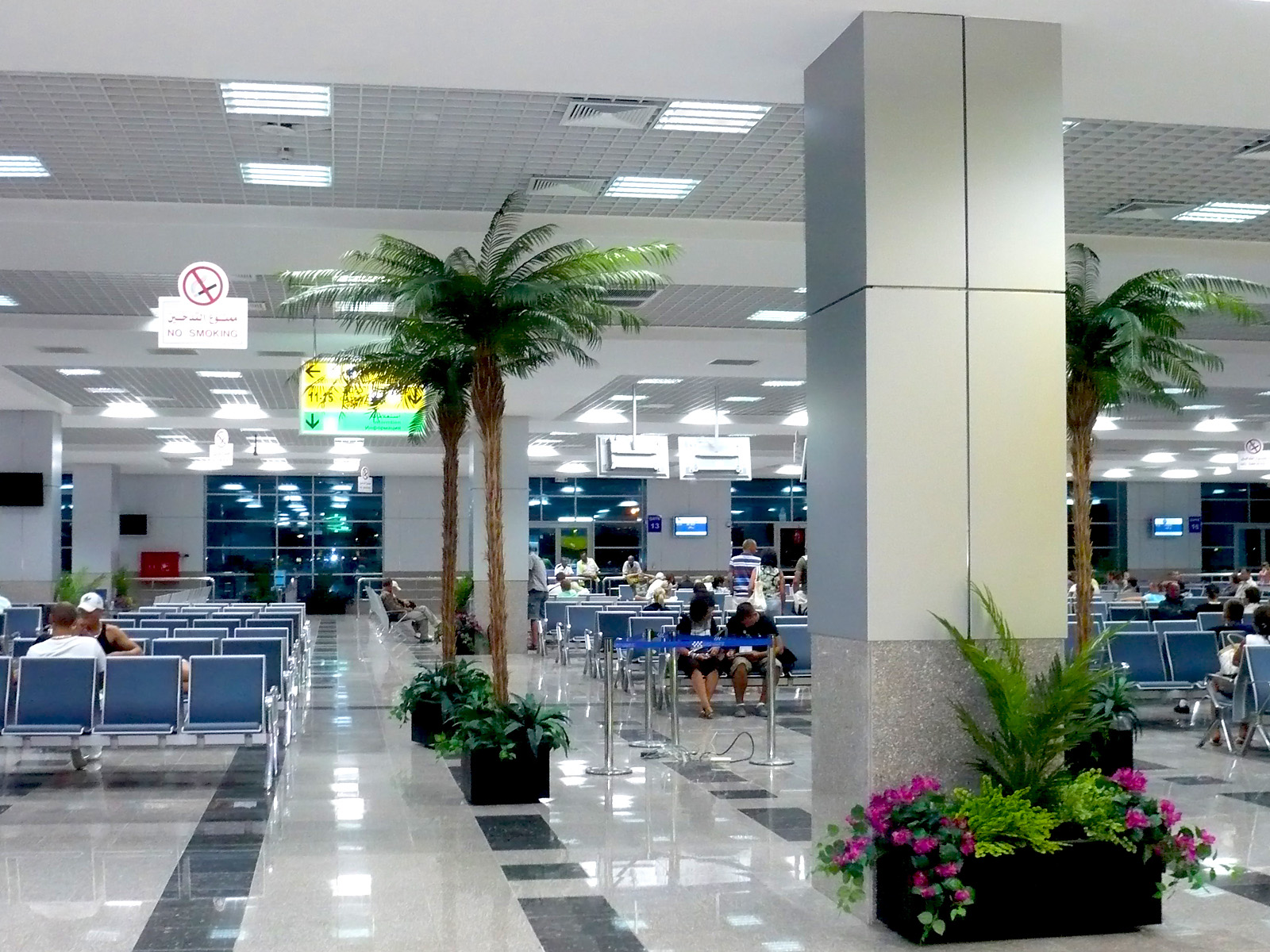
مبنى ركاب بمطار الغردقة الدولي.
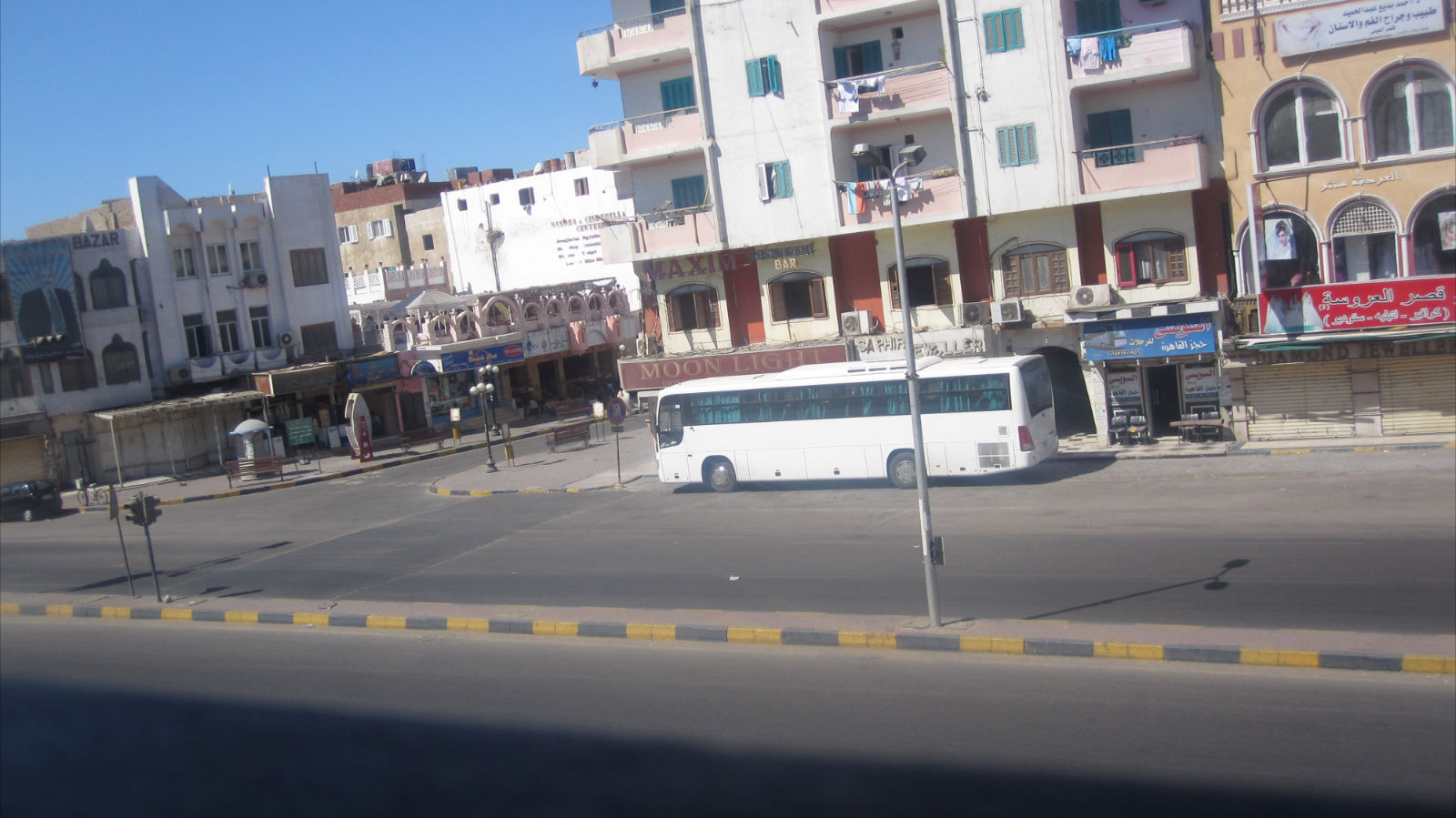
حي الدهار، المنطقة الشعبية بالمدينة.
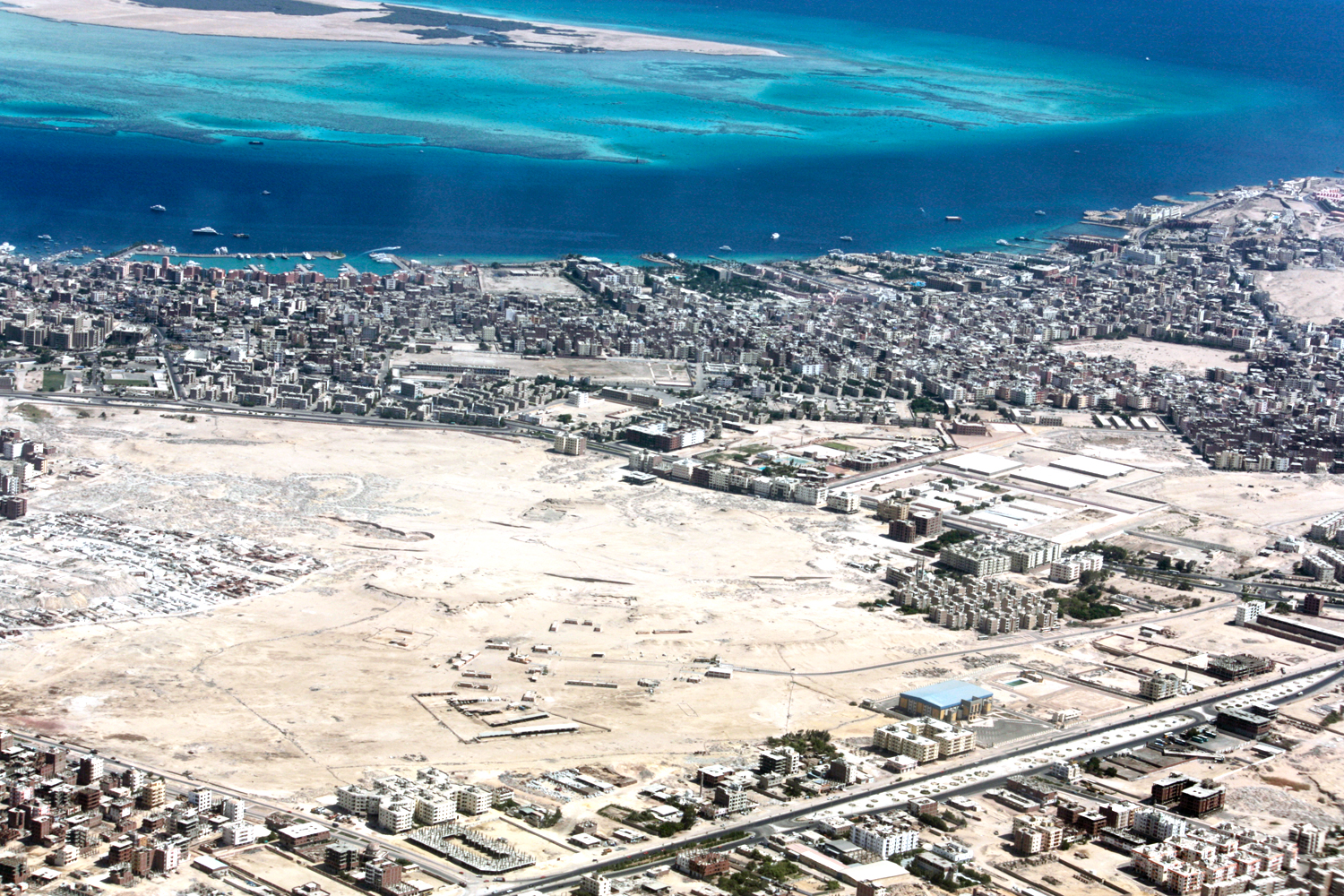
صورة للمدينة من الجو.
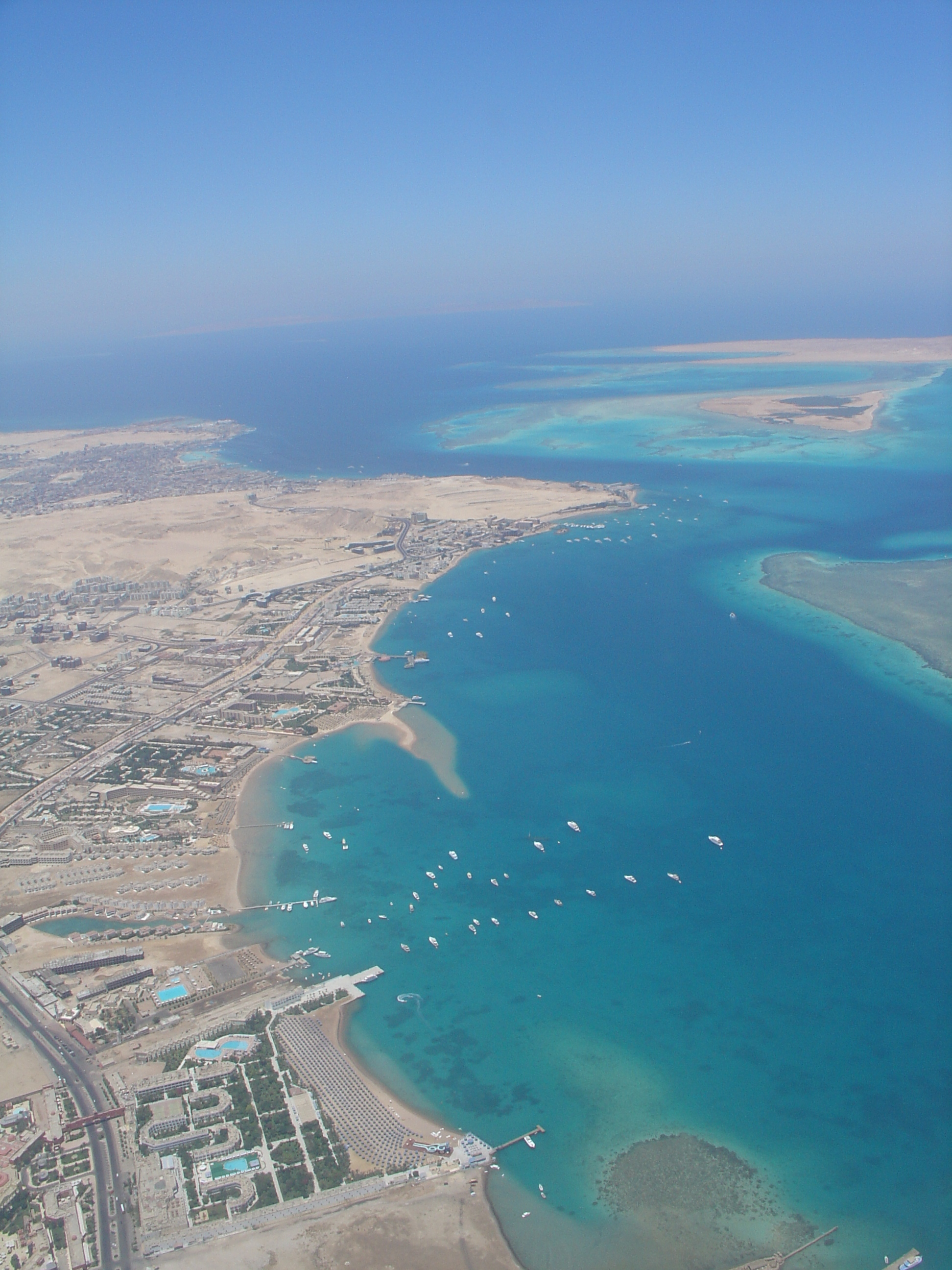
صورة للمدينة من الجو.
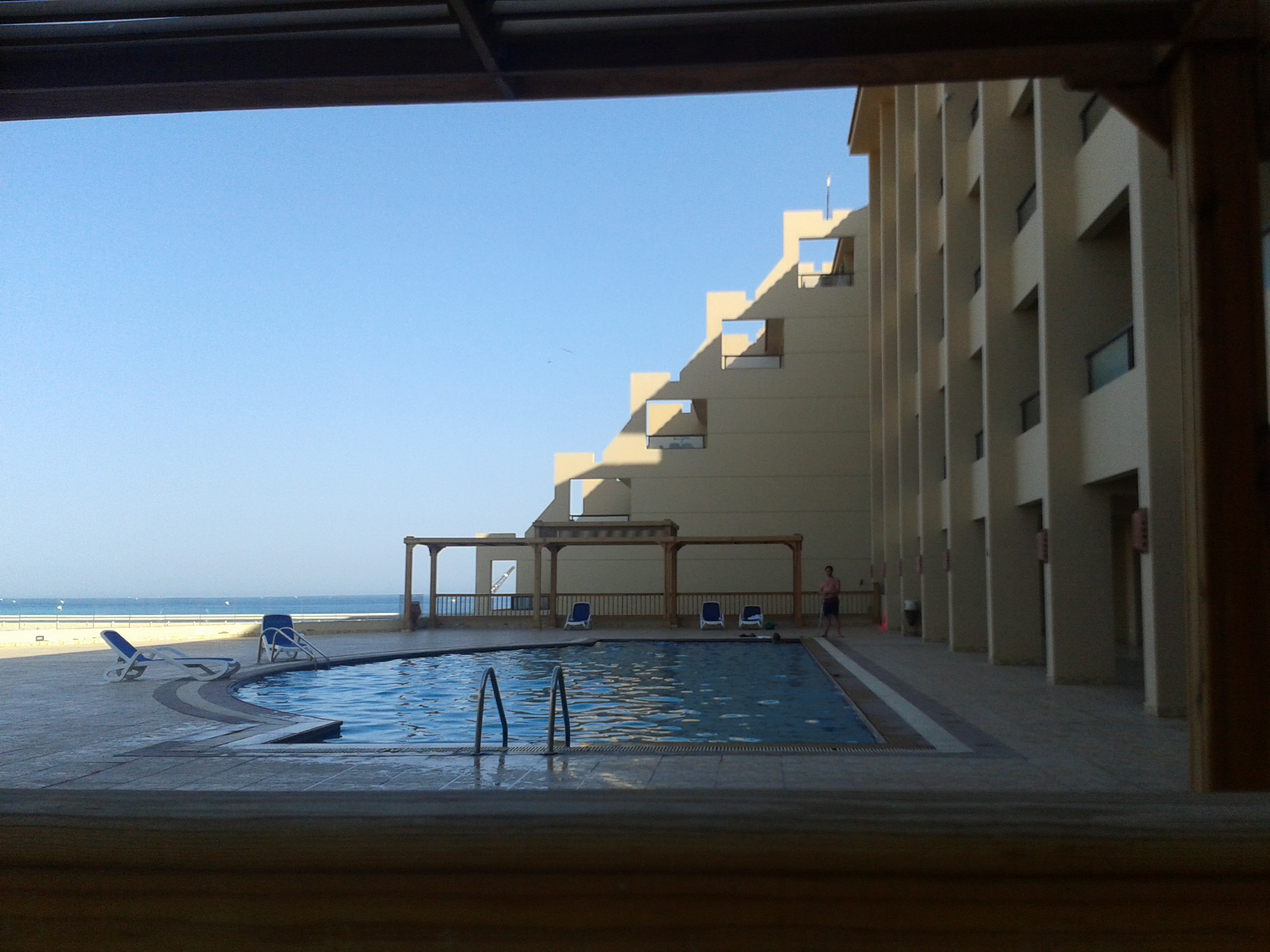
حمام سباحة في منتجع بالغردقة.
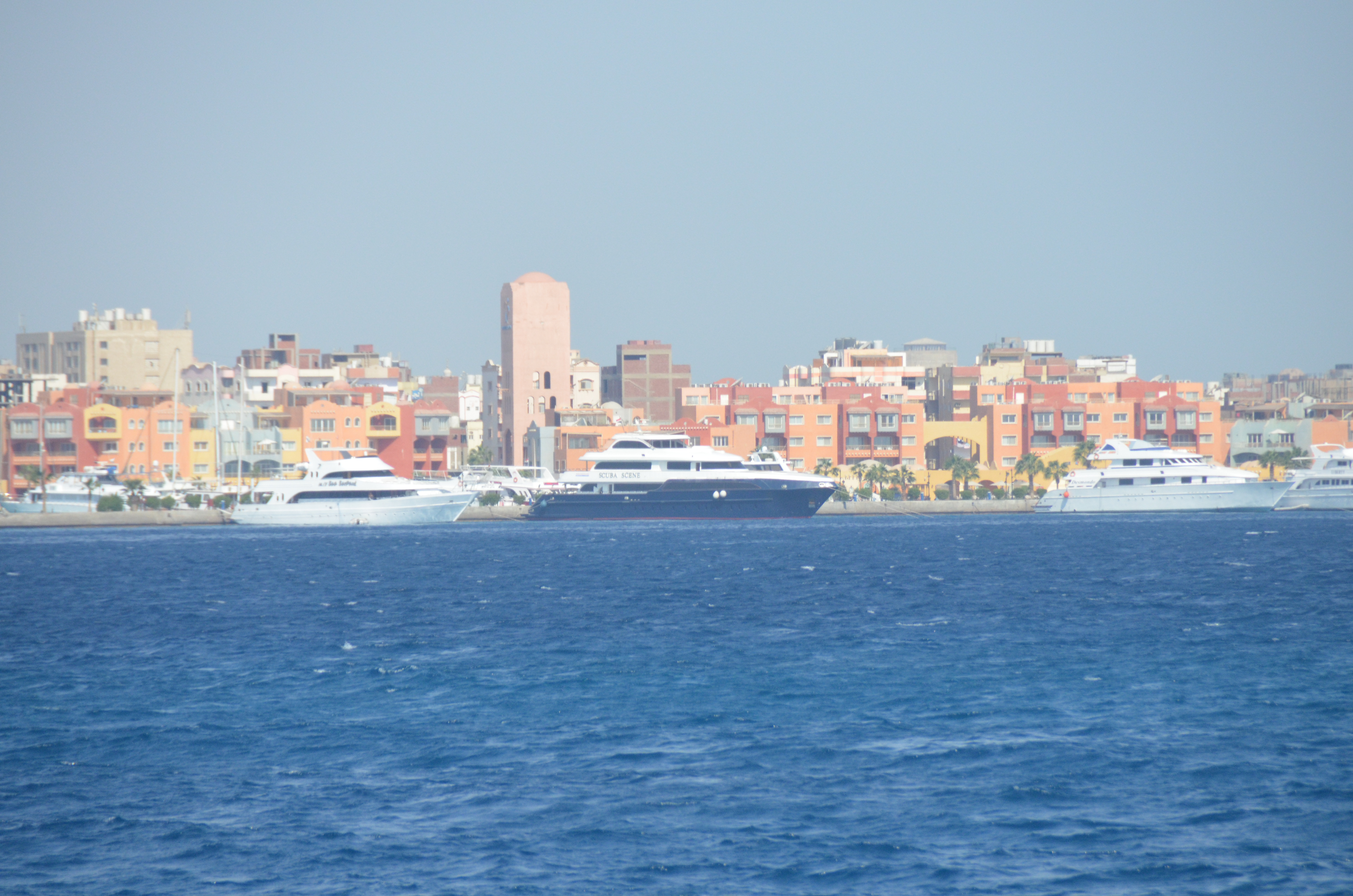
ساحل الغردقة.
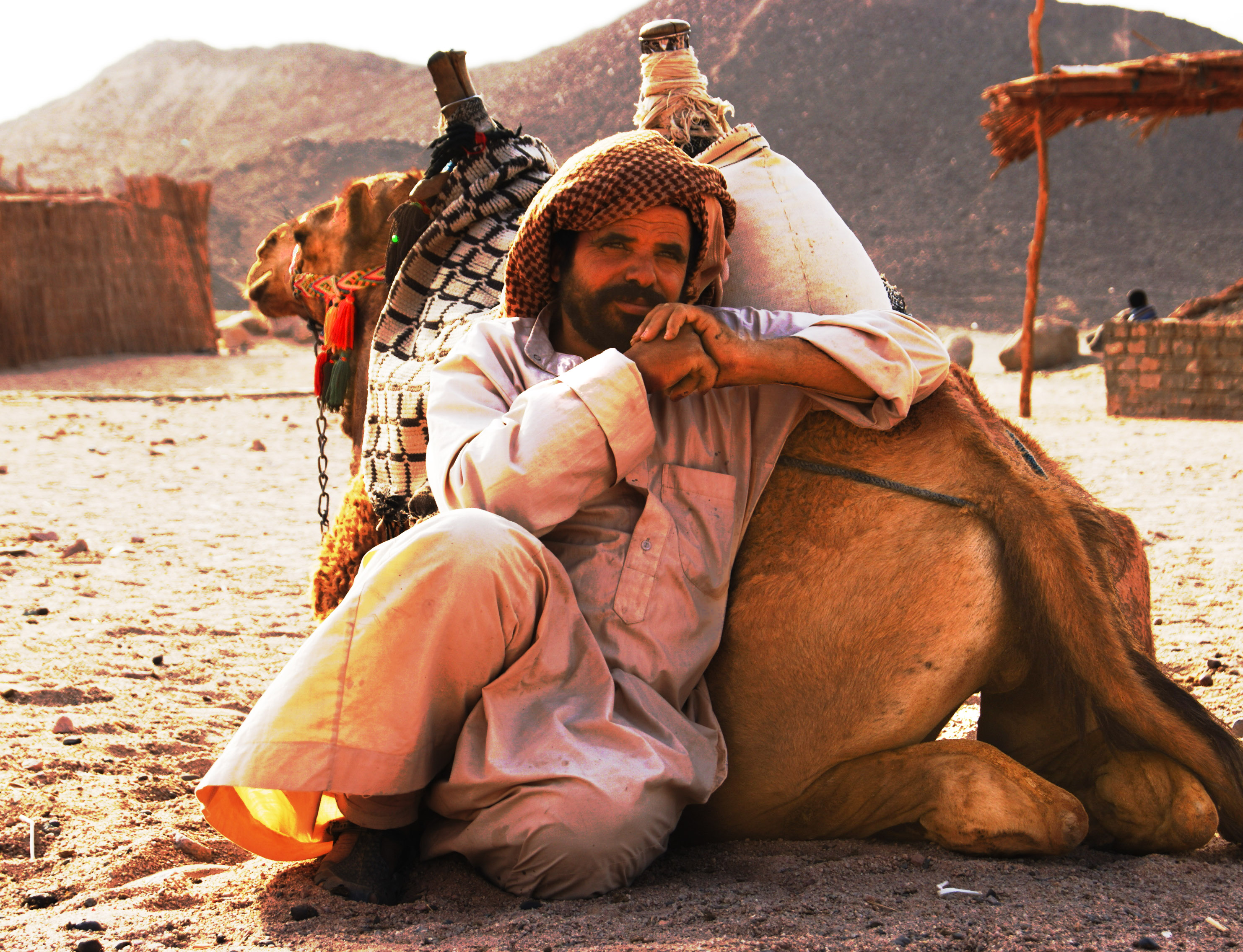
الحياة البدوية في صحراء الغردقة.
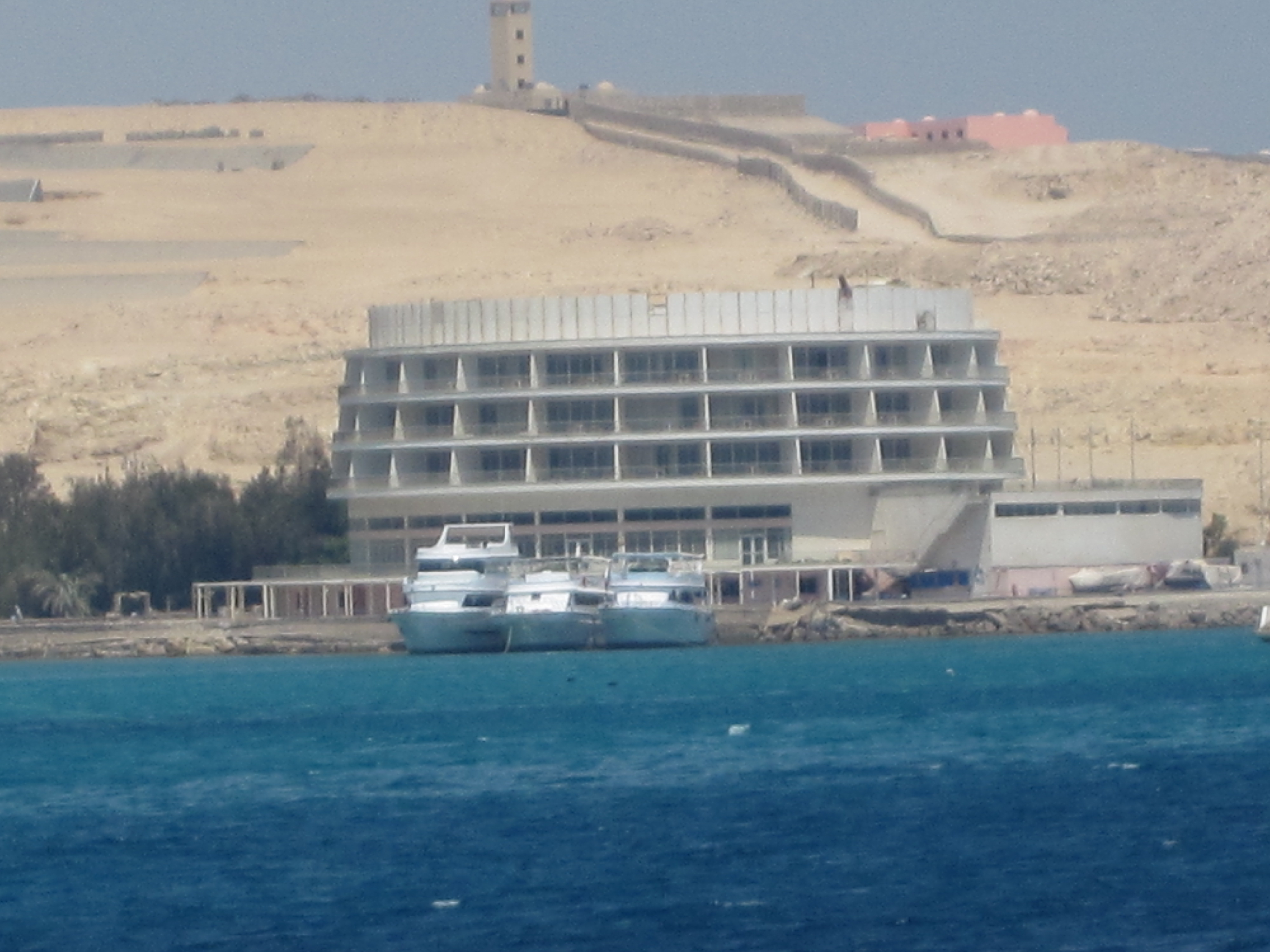
فندق شيراتون الغردقة افتتح عام 1963.
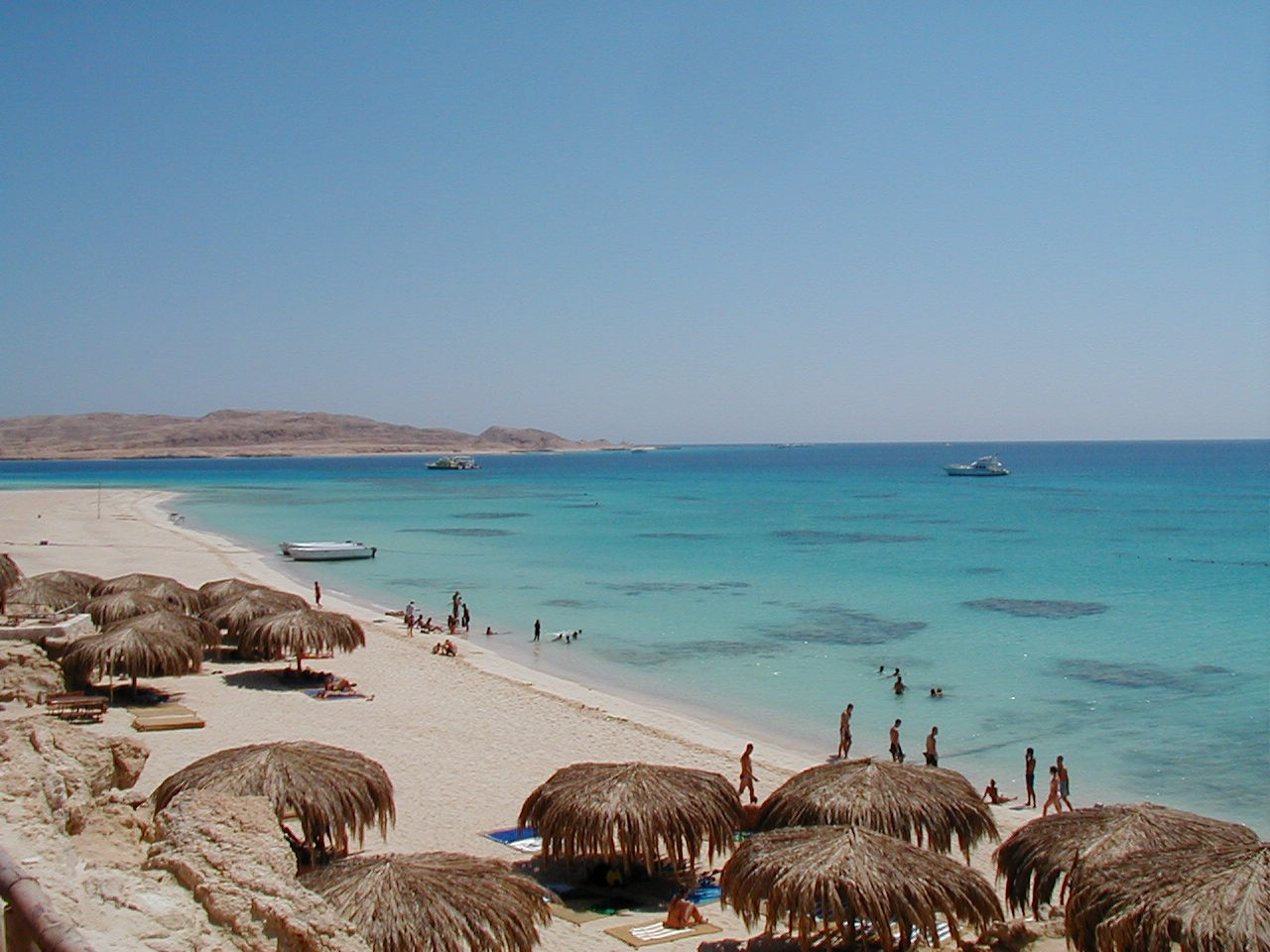
المحمية.
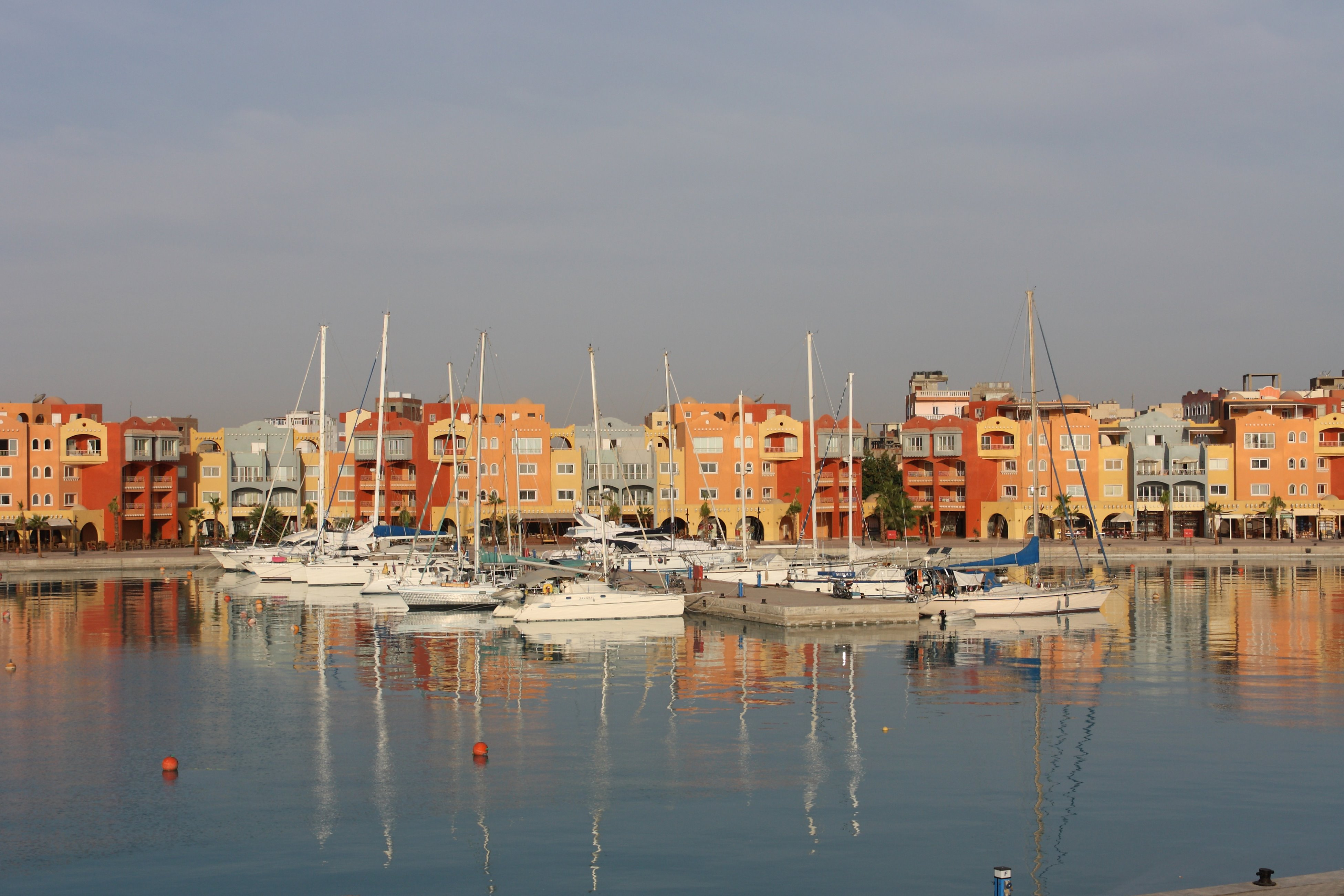
ميناء الغردقة.
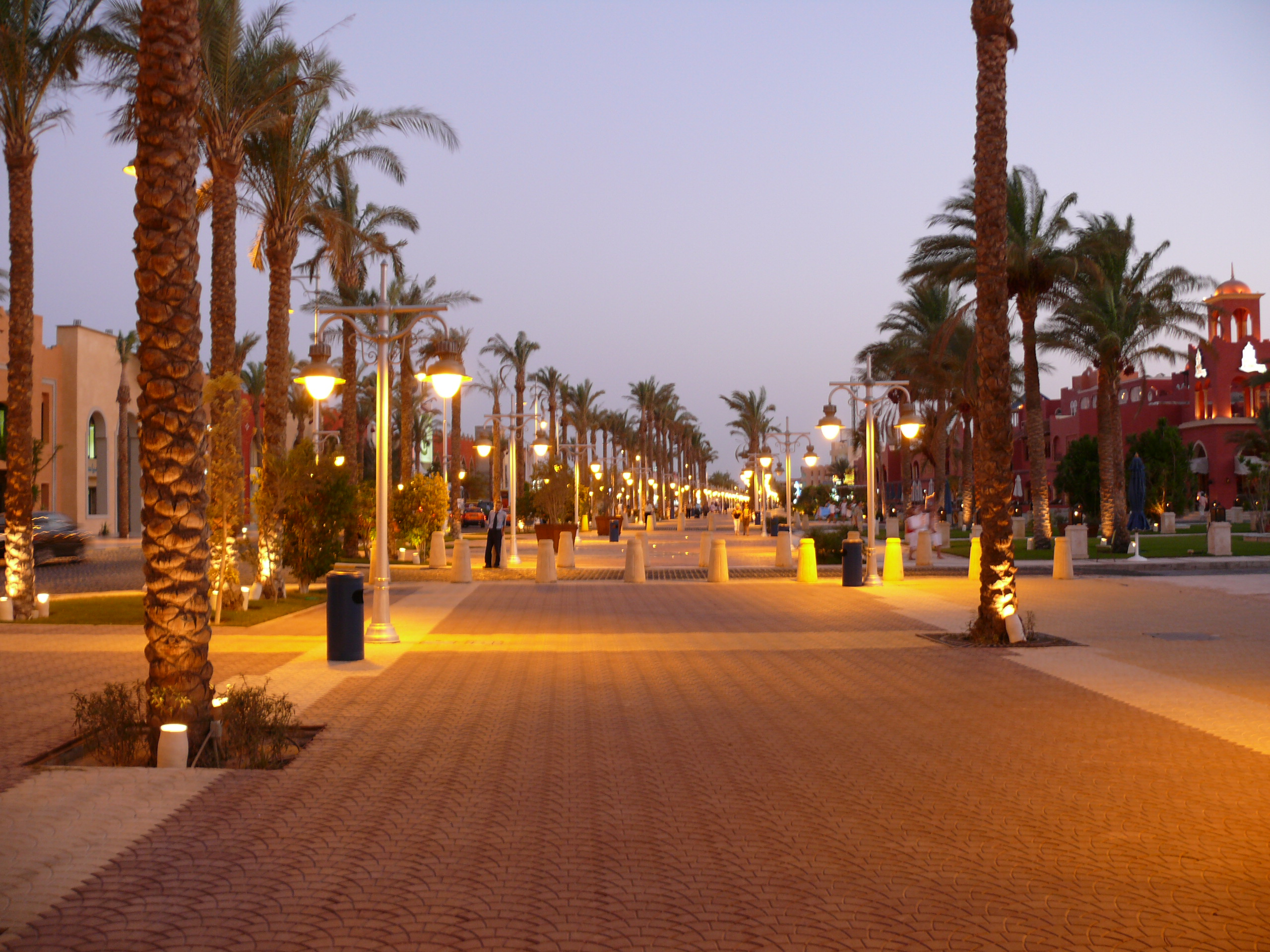
الممشى.
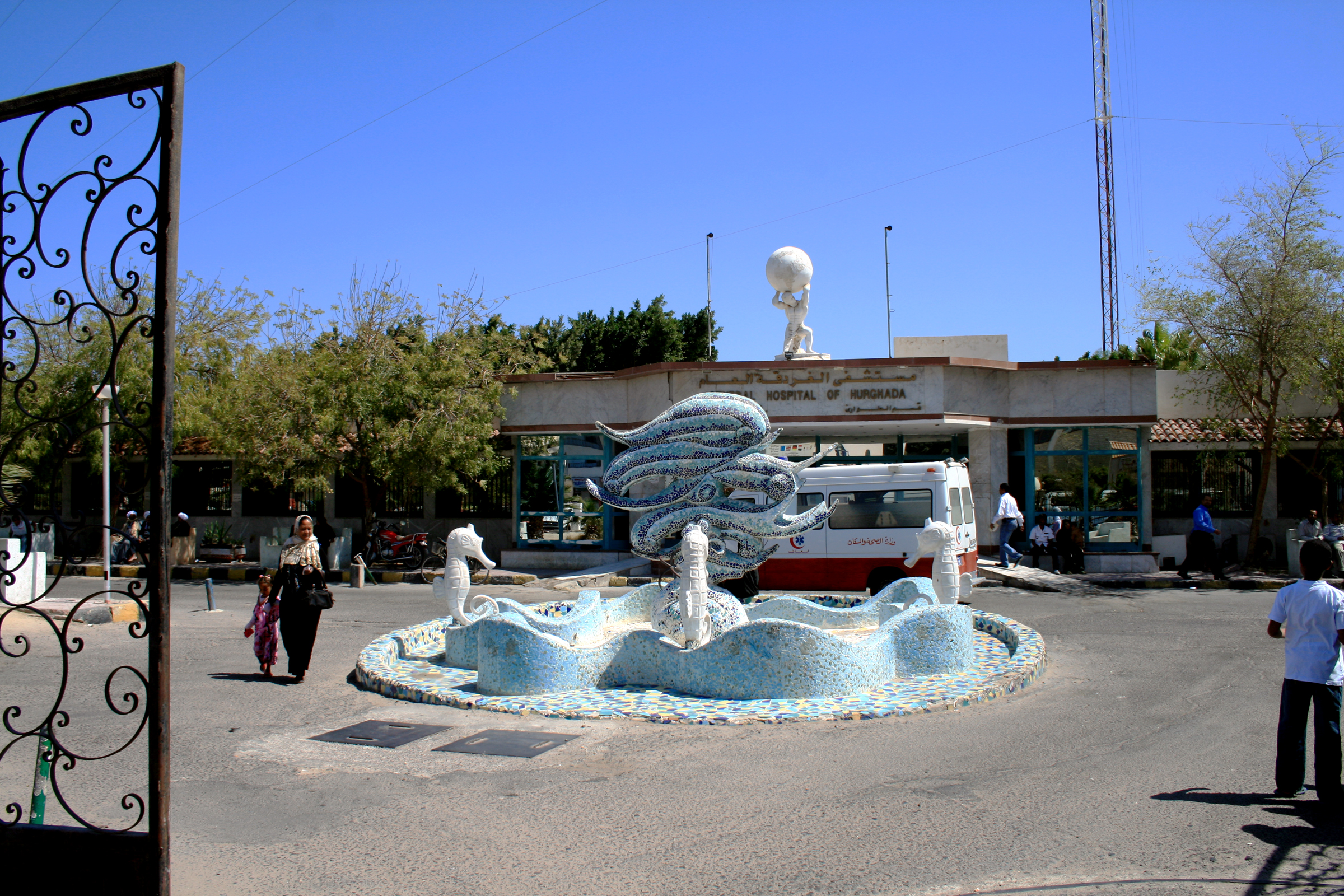
مستشفى الغردقة.
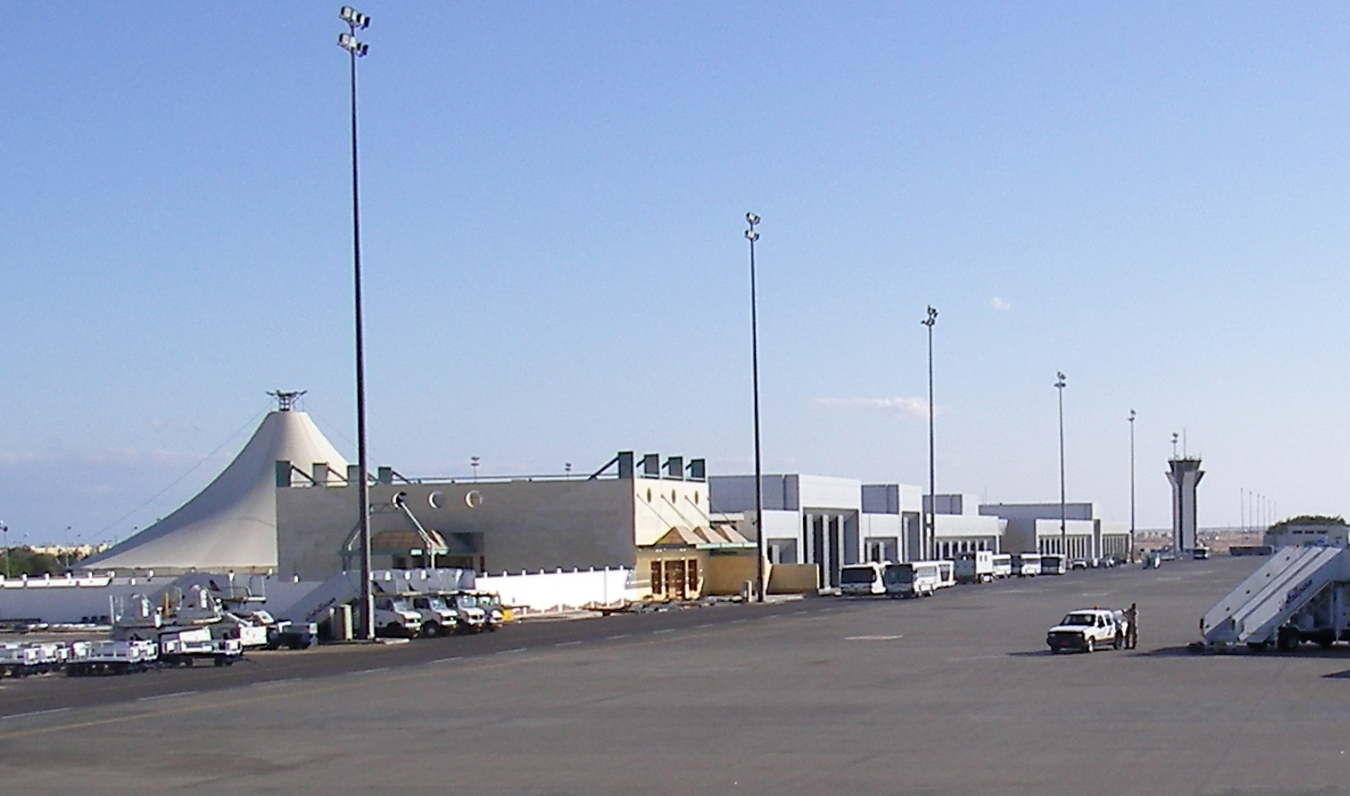
مطار الغردقة الدولي.
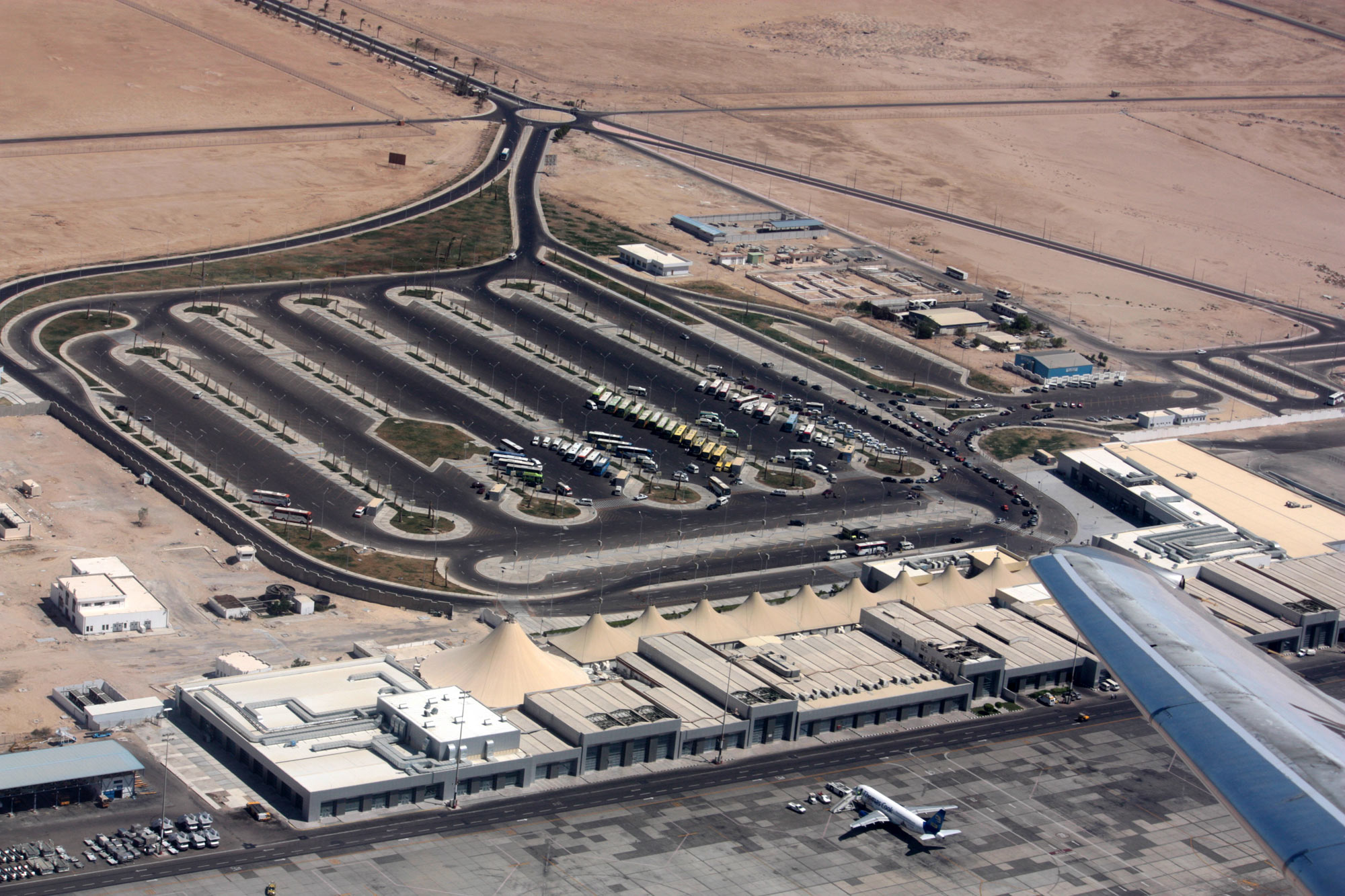
مطار الغردقة الدولي.
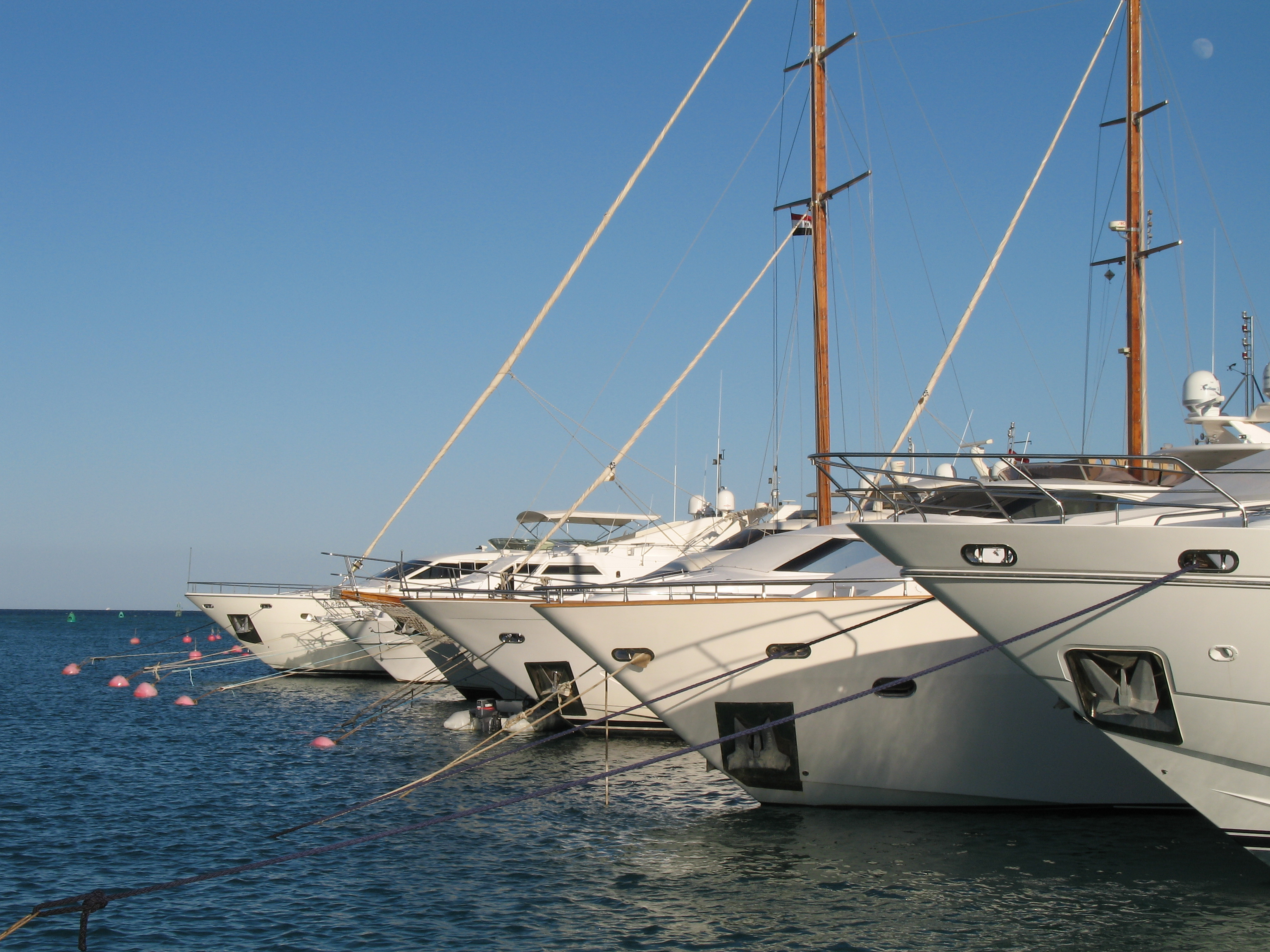
يخوت في الجونة.
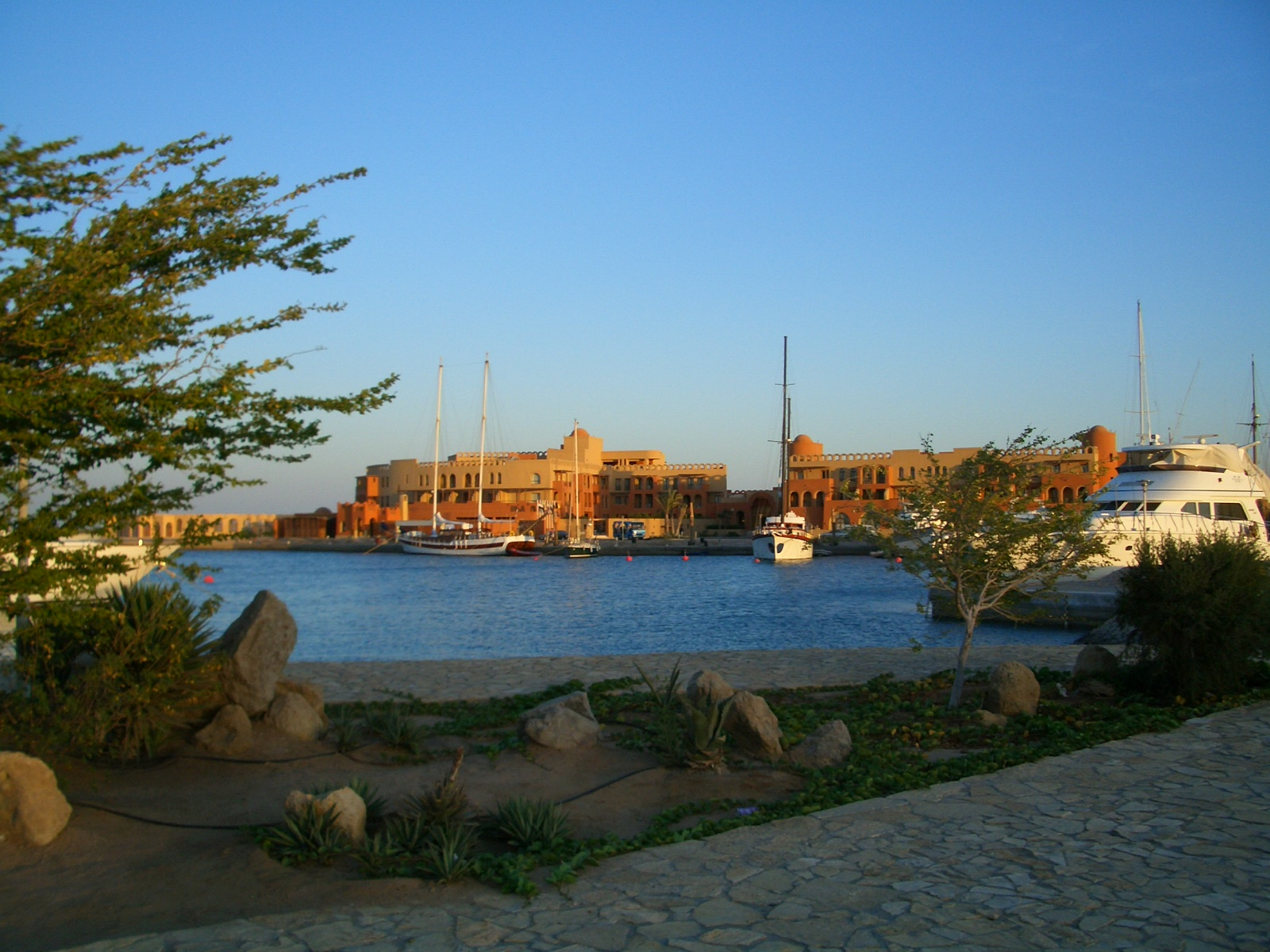
أحد مناطق الجونة.
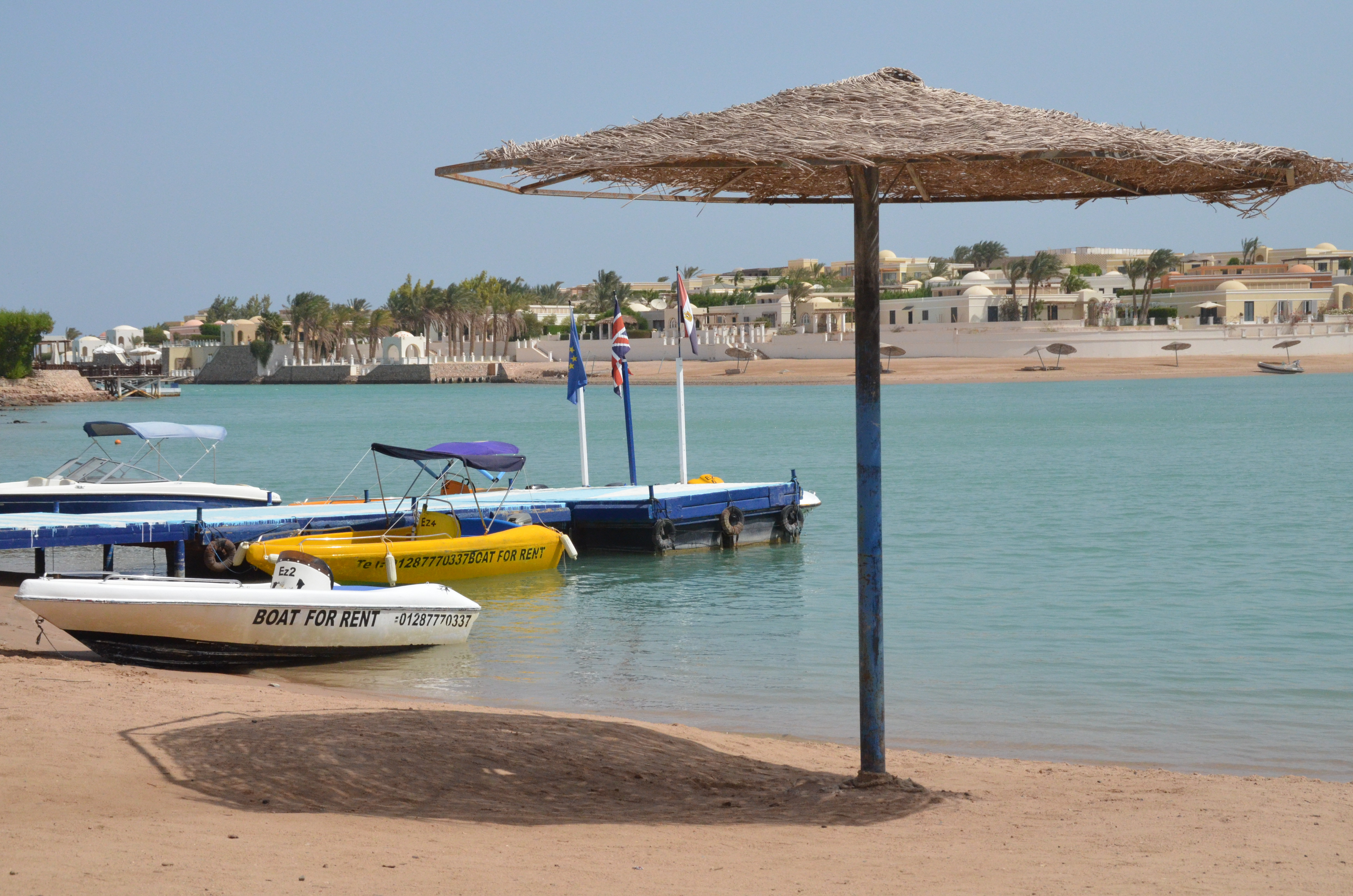
شاطئ الجونة.
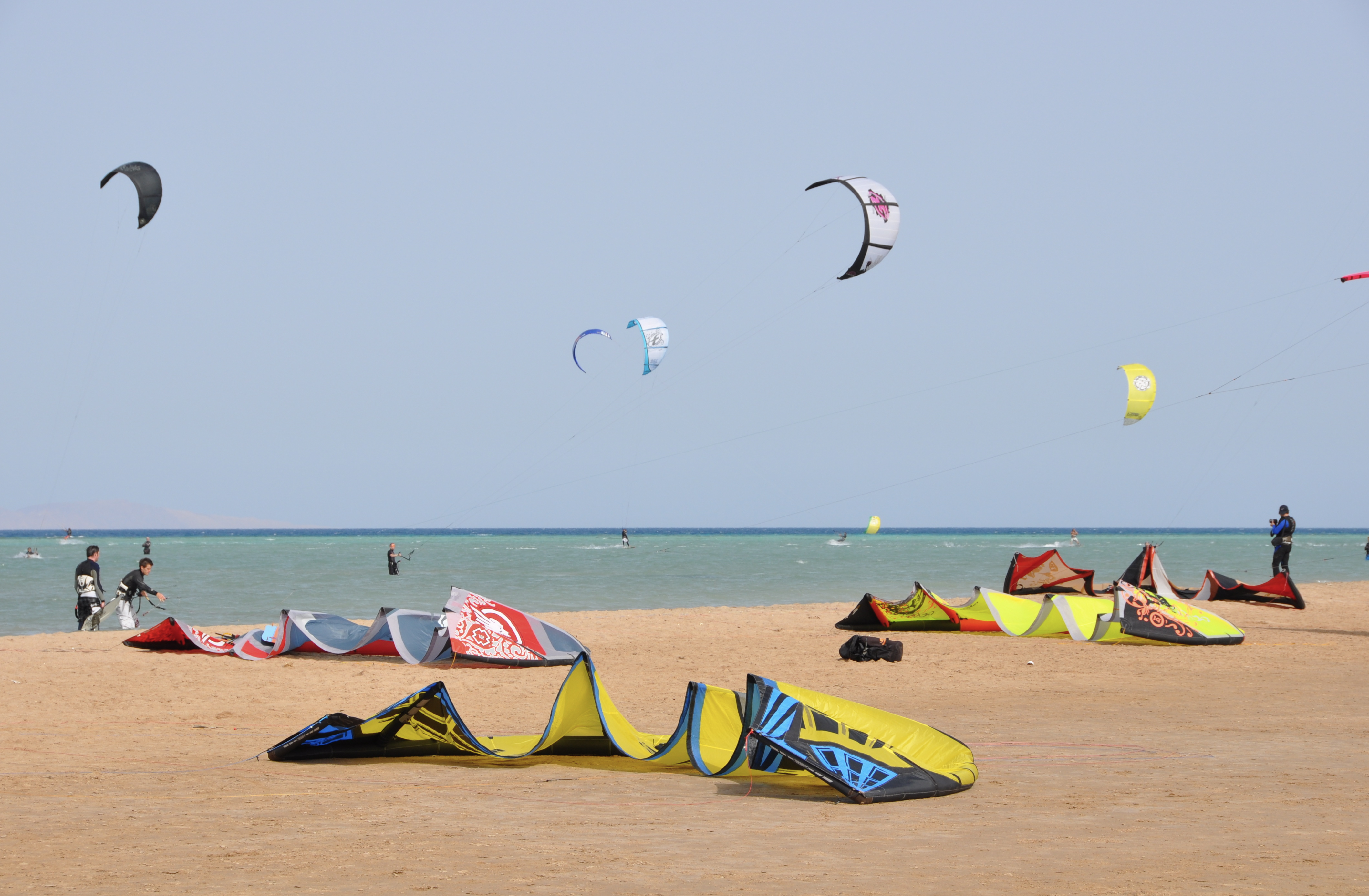
الطائرات الورقية على شاطئ الجونة.
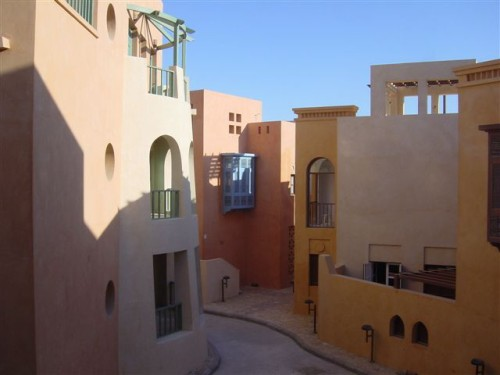
هندسة معمارية متميزة في الجونة.
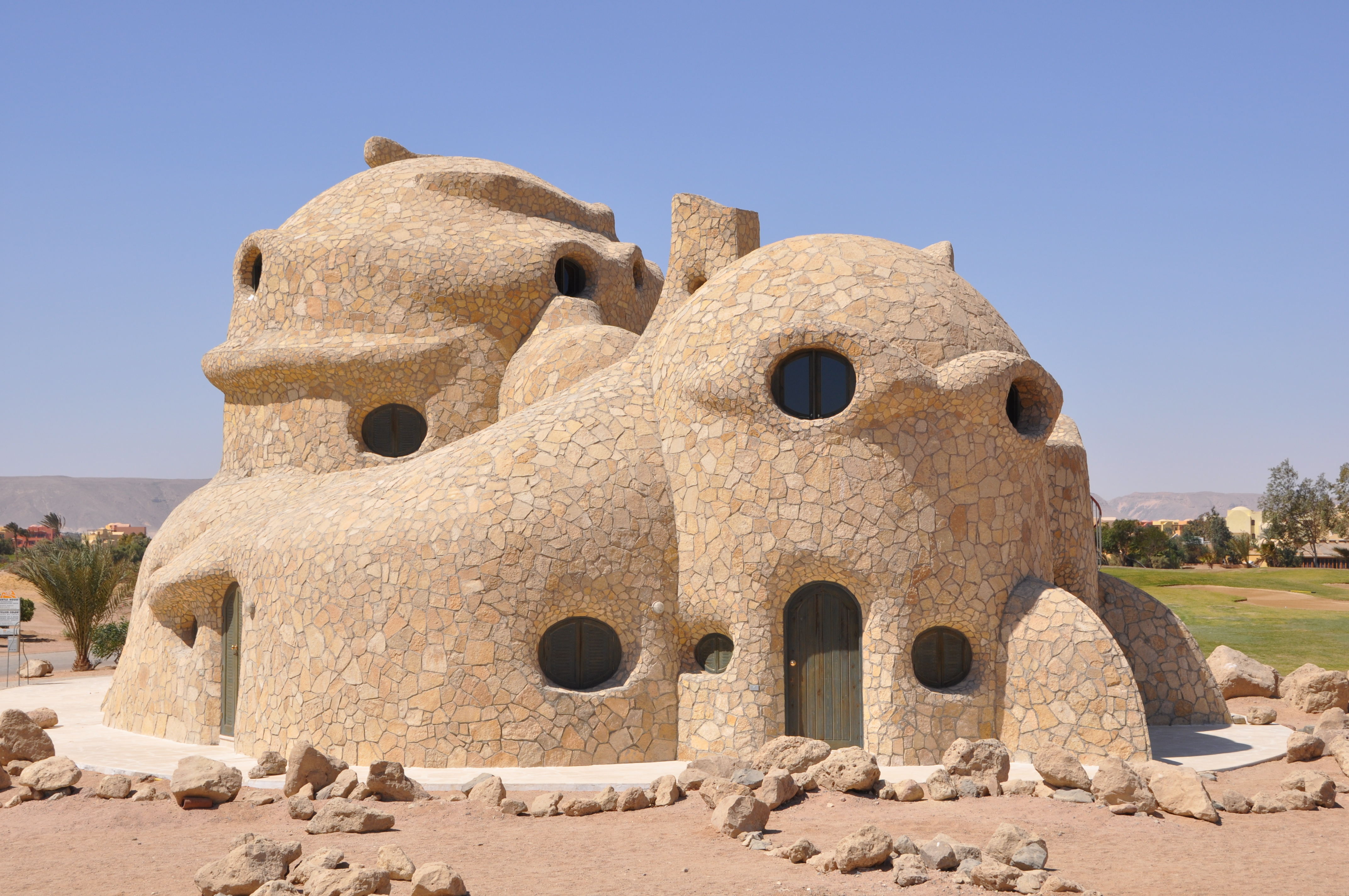
بيت السلحفاة في الجونة من تصميم المهندس المعماري الألماني كورت فولتزكي.
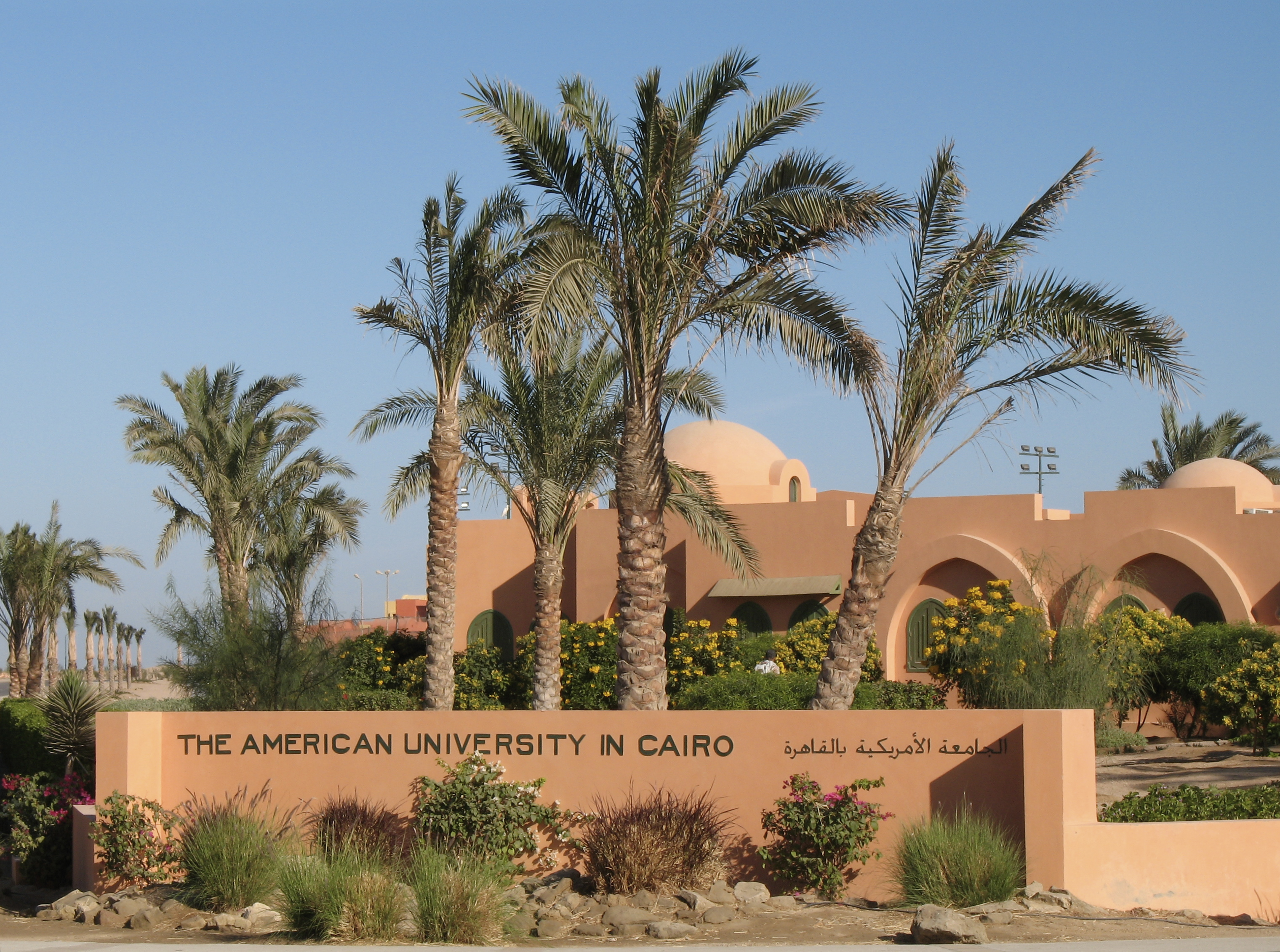
فرع الجامعة الأمريكية بالقاهرة في الجونة.